# Liste von Pen-&-Paper-Rollenspielen
Die Liste von Pen-&-Paper-Rollenspielen zählt Rollenspielsysteme aus der Gattung der Pen-&-Paper-Rollenspiele auf und ordnet sie nach ihrem Genre an. Neben kommerziell publizierten Rollenspielen werden auch freie Rollenspiele aufgeführt, sofern dazu Spielwelt-Beschreibungen und Spielregel-Handbücher veröffentlicht wurden.

## Fantasy

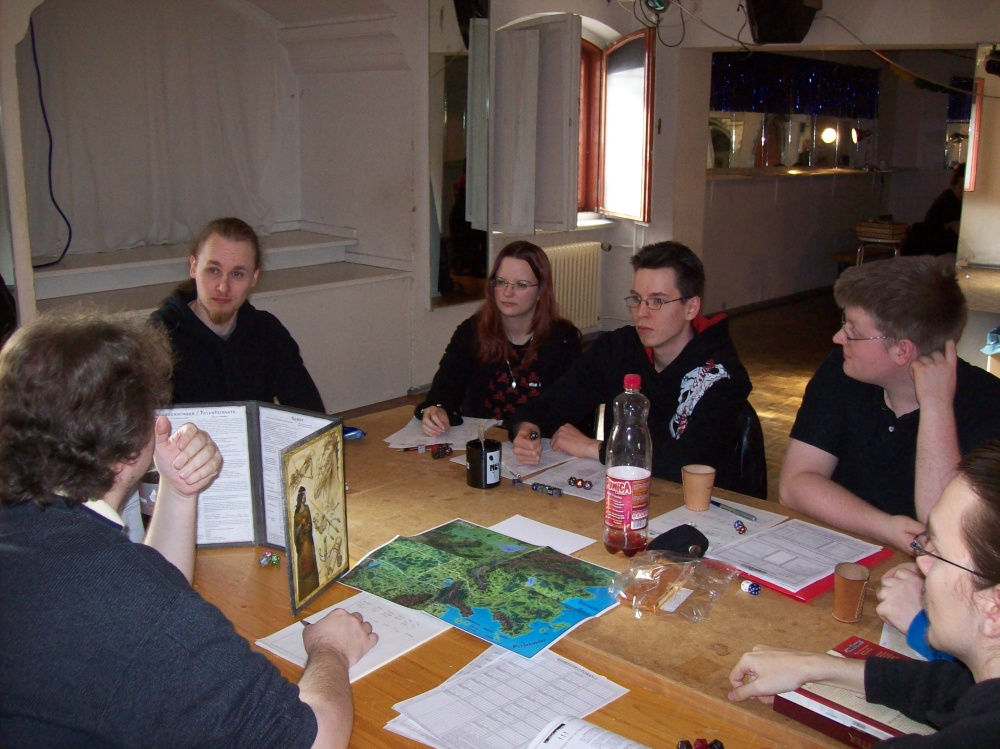
Das-Schwarze-Auge-Runde auf dem Burg-Con in Berlin

Fantasy-Rollenspiele sind die größte Genre-Gruppe der Rollenspiele. Ihre Spielwelt beinhaltet Elemente der Fantasy, das heißt, dass es um Übernatürliches, Märchenhaftes und Magisches geht und an Mythen, Volksmärchen oder Sagen angeknüpft wird. Als Begründer des modernen Fantasy-Genres gilt J. R. R. Tolkien, an den seit den 1970er Jahren viele Autoren wie Marion Zimmer Bradley, Tad Williams und Robert Jordan anknüpften. Die ersten Pen-&-Paper-Rollenspiele spielten in den 1970er Jahren vor Fantasy-Hintergründen. Als wichtige Subgenres gelten High Fantasy, Low Fantasy, Contemporary Fantasy, Dark Fantasy und Humoristische Fantasy.
- 1192 - Das Mittelalter-Rollenspiel[1] ist ein kostenloses deutsches Rollenspielsystem, das 2024 veröffentlicht wurde und zur Zeit des Dritten Kreuzzugs im Jahre 1192 angesiedelt ist.
- 7te See ist ein System im Stil von Mantel-und-Degen-Filmen, das 2001 veröffentlicht wurde und auf dem fiktiven Kontinent „Theah“ angesiedelt ist.
- Abenteuer in Magira basiert auf der Simulation der Fantasywelt Magira, die von dem deutschen Fantasy-Club Follow seit 1966 entwickelt wird.
- Aborea ist ein einsteigerfreundliches deutsches Fantasy-Rollenspiel von Sebastian Witzmann, das 2011 erstmals bei der 13Mann Verlags- und Großhandelsgesellschaft mbH veröffentlicht wurde und seit 2016 als eigenständige Marke produziert und vertrieben wird.
- Adventure (Pen&Paper) ist ein freies deutsches Rollenspiel mit verschiedenen Welten.
- Adventure Islands ist ein deutsches Adventure-Fantasy-Rollenspiel im romantisierten Piratensetting, dass 2022 durch Textfabrik Janßen veröffentlicht wurde. Es basiert auf dem eigen entwickelten Adventure-2W20-Regelwerk.
- Alea iacta est ist ein freies deutsches Rollenspiel in der Spielwelt „Alea“.
- Arcane Codex ist ein deutsches Dark-Fantasy-Rollenspiel, dessen Spielwelt „Kreijor“ heißt und in viele unterschiedliche Zonen und Länder aufgeteilt ist.
- Ars Magica ist ein US-amerikanisches Spiel von Jonathan Tweet und Mark Rein Hagen.
- Blaue Mappe ist ein freies deutsches Rollenspiel.[2]
- Buffy, the Vampire Slayer - Roleplaying Game (auch BtVS RPG) und Angel Role-playing Game sind amerikanische Rollenspiele von 2002, die auf den gleichnamigen Fernsehserien Buffy und Angel beruhen.[3]
- Câmelot ist ein freies deutsches Rollenspiel, das Anfang der 1990er Jahre entstand und in der Welt „Gaya“ spielt.
- Chivalry and Sorcery ist ein US-amerikanisches Fantasyspiel von 1977, dessen Welt „Tannoth“ sehr dem irdischen Mittelalter ähnelt.
- Chainmail war 1971 eines der ersten Rollenspielsysteme von Jeff Perren und Gary Gygax, Vorläufer von  Dungeons & Dragons.
- Conan. The Roleplaying Game erschien als Pen-&-Paper-Umsetzung der ab 1932 von Robert E. Howard entworfenen Figur Conan der Cimmerier und der zugehörigen Low-Fantasy-Welt „Hyboria“ erstmals 1985 bei TSR, entwickelt von David Cook. Ab 1988 brachte Steve Jackson Games die GURPS-Erweiterung GURPS Conan heraus. Seit 2003 veröffentlicht Mongoose Publishing ein neues Conan. The Roleplaying Game auf Grundlage des d20-Regelwerks, seit 2007 in zweiter Auflage.
- Das Schwarze Auge (DSA) ist seit 1984 das bekannteste deutsche System von Ulrich Kiesow. Es spielt auf dem Kontinent „Aventurien“; im Jahr 2000 wurde der Kontinent „Myranor“ als zusätzliche Spielwelt mit anderer Schwerpunktsetzung eingeführt.
- Das Weltenbuch ist ein freies deutsches High-Fantasy-Spiel, bei dem die Spieler klischeehafte Helden auf der aufgeschlagenen Buchdoppelseite spielen.
- Darc ist ein D10-Rollenspiel, dessen Antihelden in einer postapokalyptischen, ehemals blühenden Mittelalterwelt um das Überleben kämpfen.
- Demonwright ist ein freies deutsches Rollenspiel um einen alten Kult in der Welt „Pagan“.
- Der Drachensturm ist ein freies deutsches Rollenspiel mit einem klassischen Fantasy-Setting, bei dem unzählige typische Fantasy-Figuren (Trolle, Feen, Elfen, Zwerge usw.) gespielt werden können.
- Die Dunkle Dimension ist ein 1993 entwickeltes freies deutsches Rollenspiel mit besonderem Magiesystem, das als Spin-Off eines Computerspiels für den C64 entstand.
- DUISI - Drachen und Intrigen sind inklusive ist ein seit mehr als 15 Jahren fortentwickeltes, deutsches Fantasy-Rollenspiel von Michael „Duisi“ Duismann. Das System kommt ohne Würfel oder andere Zufallselemente zur Entscheidungsfindung aus. Es ist primär für die mitgelieferte Fantasy-Spielewelt „Septanien“ ausgelegt, ist aber als universelles Regelwerk auch für beliebige andere Spielewelten nutzbar. Das Regelwerk beinhaltet optionale und sehr einfache D6-Regeln.
- Dungeon Fantasy Roleplaying Game (DFRPG), 2017 veröffentlicht, ist ein amerikanisches Rollenspiel von Steve Jackson Games mit Fokus auf klassischem dungeon crawling. Es basiert auf der 4. Edition von GURPS, ist aber komplett eigenständig.[4]
- Dungeon World wurde 2012 veröffentlicht und lehnt sich stark an Dungeons and Dragons an, kommt aber mit sehr einfachen Regeln aus und überzeichnet gängige Klischees zu typischen Charakterklassen und Spielsituationen.
- (Advanced) Dungeons and Dragons ((A)D&D) ist seit 1974 der US-amerikanische Marktführer von Gary Gygax.
- Dungeonslayers ist ein 2008 erschienenes freies deutsches regelarmes Rollenspiel von Christian Kennig mit klassischem Fantasysetting und wurde unter der Creative-Commons-Lizenz by-nc-sa veröffentlicht.
- Earthdawn ist ein US-amerikanisches Fantasyspiel mit Schwerpunkt auf Magie.
- Elfquest basiert auf den gleichnamigen Comics von Wendy und Richard Pini und verwendet eine vereinfachte Version des Basic-Role-Playing-Systems von Chaosium. Es erschien 1984 in erster und 1989 in zweiter Auflage bei Chaosium.
- ERPS ist ein freies deutsches Rollenspiel von Ernst-Joachim Preussler, welches seit 1995 besteht.
- Everway ist ein US-amerikanisches Spiel, welches statt Würfeln Karten verwendet.
- Exalted (Die Hohen) ist ein High-Fantasy-Rollenspiel von White Wolf, das von japanischen Manga und Anime beeinflusst ist.
- Feenlicht ist ein privat erstelltes freies Rollenspiel mit Schwerpunkt auf lebendigen Charakteren.[5]
- Feredoras – Chronicles of a Dark Age ist ein freies deutsches Rollenspiel.
- HârnMaster ist ein realistisches Low-Fantasy-Spiel für „HârnWorld“.
- HeroQuest ist ein mystisches Spiel in der Welt „Glorantha“, das 2003 veröffentlicht wurde und an RuneQuest angelehnt ist.
- Der Herr der Ringe Rollenspiel wurde 2002 mit Regeln des CODA-Systems vom amerikanischen Verlag Decipher veröffentlicht und in Deutschland von Pegasus Spiele vertrieben, nachdem Iron Crown Enterprises die Rechte an Spielen in der von J. R. R. Tolkien entworfenen Fantasiewelt „Mittelerde“ abtreten musste.
- Hyperborea ist ein Low-Fantasy-Barbaren-Rollenspiel, dessen Hauptaugenmerk auf einem originellen Kampfsystem liegt. Außerdem wird in einer Art Team gespielt: ein Waffenträger und seine von einem Gott beseelte Waffe. 1991 wurde es in Frankreich unter dem Titel Bloodlust von dem Verlag Asmodée Editions herausgegeben und erschien 2001 unter Hyperborea über den Truant Verlag in Deutschland.
- Inaka ist ein freies Fantasy-Rollenspiel, welches in einer klassischen Fantasy-Welt spielt.[6]
- Iron Gauntlets ist ein heroisches Spiel vor klassischem Fantasy-Hintergrund, in dem es keine Charakterklassen und Erfahrungsstufen gibt. Es wurde 2005 von Precis Intermedia veröffentlicht.
- Ironclaw ist ein Rollenspiel mit dem Untertitel Anthropomorphic Fantasy Role-Play. In der von Jason Holmgren entworfenen Fantasywelt sind anthropomorphe Tiere prägend.
- KEAS ist ein 2006 erschienenes freies deutsches Rollenspiel in der Fantasywelt „Kyriol“, die spätmittelalterlichen Charakter hat, aber von Natur- und Kriegskatastrophen geprägt ist.
- Legend of the Burning Sands spielt in einem mythologischen mittleren Osten (Arabien, Ägypten, Persien…) und verwendet das gleiche roll-and-keep-System wie L5R und 7te See.
- Legend of the Five Rings (L5R) spielt in „Rokugan“, einer dem mythologischen Japan mit seinem Lehnswesen nachempfundenen Welt, wurde bei Welt der Spiele verlegt und 1997 mit einem Origins Award ausgezeichnet.
- Lejentia wurde 1989 zunächst von Task Force Games, dann von Flying Buffalo herausgegeben und besteht aus einer Weltbeschreibung ohne eigenes Regelsystem, so dass man es mit einem beliebigen Regelwerk, z. B. einem der universellen Systeme (s. u.) spielen kann. In den zwei Büchern, die herausgegeben wurden, wird eine vom Krieg zerrissene Welt dargestellt. Es werden dabei viele Nicht-Spieler-Charaktere und Abenteuerideen vorgestellt. Zu erwähnen ist das gleichzeitige Erscheinen eines Comics zum Rollenspiel.
- Malmsturm ist ein seit 2011 im Uhrwerk-Verlag (inzwischen in der zweiten Edition) erschienenes, auf Fate basiertes Sword-&-Sorcery-Rollenspiel.[7]
- Mausritter ist ein besonders für Rollenspiel-Einsteiger geeignetes System, welches 2021 von System Matters herausgebracht wurde; es erhielt bei den ENNIS die Auszeichnung „Bestes Familienspiel“.
- MERS (Mittelerde-Rollenspiel) wurde 1984–1999 von Iron Crown Enterprises vertrieben, hatte von Rolemaster abgeleitete Regeln und spielte in der Welt von J. R. R. Tolkiens Roman Der Herr der Ringe.
- Meister der Magie ist ein freies deutsches Rollenspiel, das unter Creative-Commons-Lizenz veröffentlicht wurde und in der Welt „Ganthor“ spielt.
- Midgard ist das 1981 veröffentlichte älteste deutsche Rollenspiel; es wird bei Midgard Press verlegt und hat die Ableger Midgard 1880, Perry-Rhodan-Rollenspiel und Myrkgard hervorgebracht.
- Mythandria Traumzeit ist ein LARP coop. P&P Rollenspiel. Das komplette Regelwerk mit zahlreichen Hintergrundinformationen wurde kostenlos auf der Homepage von Mythandria veröffentlicht.
- Nornis ist ein deutsches, 2006 von Assertpress herausgebrachtes Fantasy-Abenteuerrollenspiel in der Welt „Aveon“.
- Orbis Incognita ist ein freies deutsches System vor einem Renaissance-Hintergrund, das 2004 erstmals online und 2007 in Buchform veröffentlicht wurde.
- Palladium Fantasy Role-Playing Game ist die zweite Auflage eines US-amerikanischen Systems von Palladium Books, das 1983 noch als The Palladium Role-Playing Game veröffentlicht wurde.
- Pathfinder basiert auf der Version 3.5 von Dungeons and Dragons und wurde 2009 veröffentlicht. Das Spiel löste 2011 den US-Marktführer AD&D ab.
- Pendragon ist ein seit 1985 in vier Auflagen veröffentlichtes System von Greg Stafford und Sam Shirley, das zur Zeit der Artussage spielt.
- Pyramos – Die Welt ist ein Tetraeder ist ein High-Fantasy-Rollenspiel von 2005, das auf dem Primären Rollenspiel SysTem (PROST, siehe unten) beruht und auf einer Welt mit vier Elementar-Ebenen spielt.
- Rad der Zeit ist ein D20-System, das auf der Fantasy-Romanreihe Das Rad der Zeit von Robert Jordan basiert und 2001 zuerst als Wheel of Time bei Wizards of the Coast erschien.
- Rolemaster ist ein seit 1980 in vier Ausgaben erschienenes US-amerikanisches System von Iron Crown Enterprises, auf dem neben MERS auch Space Master (Science-Fiction) und Run Out the Guns (Piraten) beruhen.
- Ruf des Warlock (RdW) ist ein 1990 erschienenes deutsches Spiel, das einen W30 als Hauptwürfel verwendet und Parallelen zu DSA besitzt.
- RuneQuest ist ein von Chaosium veröffentlichtes US-amerikanisches Spiel von 1978, das mehrere andere Rollenspielsysteme beeinflusst hat.
- Samyra ist ein freies deutsches Fantasyrollenspiel.
- Seelenfänger RPG ist ein freies deutsches Dark-Fantasy-Rollenspiel.
- Sorcerer ist ein freies US-amerikanisches Fantasy-Erzähl-Rollenspiel von Ron Edwards, in dem es um dämonenbeschwörende Zauberer geht.
- Splittermond ist ein 2014 beim Uhrwerk Verlag erschienenes deutsches Rollenspiel, das auf der Welt „Lorakis“ spielt und dessen Grundregelwerk frei erhältlich ist.
- Sturmbringer ist der deutsche Name eines 1981 als Stormbringer von Chaosium veröffentlichten Fantasy-Systems, das in der Welt von Elric von Melniboné spielt und an RuneQuest anknüpft.
- Sword World RPG heißt das beliebteste japanische Rollenspiel, das seit 1989 in „Forcelia“, seit 2008 in „Raxia“ spielt. Besonderheiten sind das 2W6- und das flexible Klassensystem. Unter den zahlreichen Veröffentlichungen zu Spiel und Spielwelt sind über 40 „Replays“, eine eigene Literaturgattung, in der Pen-&-Paper-Rollenspielabenteuer im Stil einer Light Novel wiedergegeben werden. Als erstes Replay und Grundlage der Sword-World-RPG-Welt gilt Record of Lodoss War.
- Tales from the Loop ist ein 2017 erschienenes Rollenspiel, welches auf den gleichnamigen Kunstwerken von Simon Stålenhag aufbaut und durch Free League Publishing vertrieben wird.
- Talislanta ist ein Rollenspiel auf dem gleichnamigen Kontinent, das von Stephen Michael Sechi erstmals 1987 veröffentlicht wurde.
- QER ist als Abkürzung für „Quick Easy Roleplaying“ der Name eines 1999–2003 von Thomas Kathmann entwickelten freien deutschen Rollenspiels mit einfachen Regeln. Die wichtigste Spielwelt des als universelles Spielsystems geplanten Projektes ist eine zur Low Fantasy tendiertende altertümliche Welt, die von Orkhorden verwüstet wurde.
- The Shadow of Yesterday (TSoY) ist ein 2004 veröffentlichtes postapokalyptisches Fantasyspiel von Clinton R. Nixon. Das erzählorientierte Spiel verwendet an das FUDGE-System angelehnte Regeln unter der Bezeichnung „Solar System“ und spielt auf der Welt „Nah“. Es wurde unter der Creative-Commons-Lizenz veröffentlicht und mit einem Preis für Independent-Rollenspiele ausgezeichnet. Neben anderen Übersetzungen erschien 2007 eine deutschsprachige Version.
- Tunnels & Trolls (T&T) wurde 1975 von Ken St. Andre entwickelt und bei Flying Buffalo als einfachere Alternative zu Dungeons and Dragons veröffentlicht. Als eines der ersten Rollenspiele führte T&T als neues Element Solo-Abenteuer ein und bot auch Regeln zum Postspiel an. 1983 erstmals in deutscher Übersetzung als Schwerter & Dämonen von Ulrich Kiesows Fantasy Productions herausgebracht, war T&T noch vor D&D das erste deutschsprachig kommerziell vertriebene Pen-&-Paper-Rollenspiel.
- Warhammer-Fantasy-Rollenspiel (WHFRS) ist ein britisches System, das erstmals 1986, in zweiter Ausgabe 2005 publiziert wurde und in der Welt des Warhammer-Fantasy-Tabletops spielt.
- Yet Another Role-Playing Game (YARG) ist ein 1994 erschienenes freies deutsches Rollenspiel von Jens Peter Kleinau.
- Warrior, Rogue & Mage (WR&M) ist ein 2010 erschienenes freies Rollenspiel.[8]

## Moderne
In der Moderne angesiedelte Rollenspiele nutzen als Spielwelt meist die Erde des 19. oder 20. Jahrhunderts, enthalten jedoch häufig auch leichte Anteile aus anderen Genres. So können im Wilden Westen angesiedelte Spiele etwa magische Anteile enthalten, Detektiv-Rollenspiele können zum Beispiel Horror-Elemente aufgreifen, und für Geheimagenten-Rollenspiele sind beispielsweise fortgeschrittene Technologien interessant. Auch Ansätze von Alternativweltgeschichten können vor modernen Hintergründen stattfinden.
- Adventure! ist ein von White Wolf herausgebrachtes Rollenspiel im Stile von Indiana Jones, das in den 1920ern spielt. Es ist Bestandteil des Trinity-Universums, wie auch Aberrant und Trinity.
- Boot Hill war ein reines Wildwest-Rollenspiel und erschien 1975 bei TSR.
- d20 Modern ist eine Modifikation, die das auf Fantasy ausgerichtete universelle d20-System auf moderne Spielwelten zuschneidet.
- Danger International erschien 1985 bei Hero Games und ist einer der Vorläufer des Hero System mit vergleichbaren Regeln. Es ist im Geheimagenten-Genre angesiedelt.
- Dogs in the Vineyard ist ein freies Wildwest-Spiel von D. Vincent Baker, das um 1849 in dem provisorischen Bundesstaat State of Deseret angesiedelt ist. In dem 2004 zuerst publizierten Spiel stellt man einen Gesetzeshüter der Mormonen dar.
- Far West ist ein freies deutsches Rollenspielsystem von 2002, das im Wilden Westen um 1875 angesiedelt ist.
- Hollow Earth Expedition (HEX) wurde 2006 veröffentlicht, spielt in den 1930ern und greift die Hohlwelttheorie auf.
- Hong Kong Action Theatre (HKAT) ist ein am Hongkong-Kino orientiertes Spiel im Stile der Heroic-Bloodshed-Filme.
- Itras By ist ein mit dem Deutschen Rollenspielpreis ausgezeichnetes surrealistisches Rollenspiel in einer Stadt voller seltsamer Begebenheiten, ungewöhnlicher Orte und skurriler Gestalten. Eine Besonderheit des Spiels sind die Entscheidungskarten, welche die üblichen Würfelwürfe ersetzen.
- Noir ist ein Detektivrollenspiel im Setting des Film noir, das 1997 von Archon Gaming publiziert wurde und in einer fiktiven Großstadt namens „The City“ spielt.
- Ninjas and Superspies ist ein US-amerikanisches cineastisches System, das 1988 bei Palladium Books erschien und sich um Geheimagenten und fernöstliche Kampfkunst dreht.
- Old Slayerhand ist ein weiteres freies deutsches Rollenspiel, das im Wilden Westen der Karl-May-Romane angesiedelt ist. Es basiert auf dem Dungeonslayers-Regelwerk.
- Private Eye ist ein deutsches Detektiv-Spiel im viktorianischen England, das 1988 erstmals veröffentlicht wurde und inzwischen von der Redaktion Phantastik verlegt wird.
- Recon ist ein Söldner-Rollenspiel von Palladium Books, das 1982 ursprünglich im Vietnamkrieg spielte, in neueren Ausgaben jedoch auch Afrika, Asien und Südamerika als Schauplätze einbezieht.
- Spycraft beruht auf dem d20-System und handelt von Superagenten mit Schwerpunkten des Action-Genres.
- Top Secret ist ein klassisches, 1980 publiziertes Geheimdienst-Rollenspiel von Merle M. Rasmussen, das 1987 von Douglas Niles überarbeitet und unter dem Namen Top Secret/S. I. (für “Special Intelligence”) neu herausgebracht wurde.

## Science-Fiction

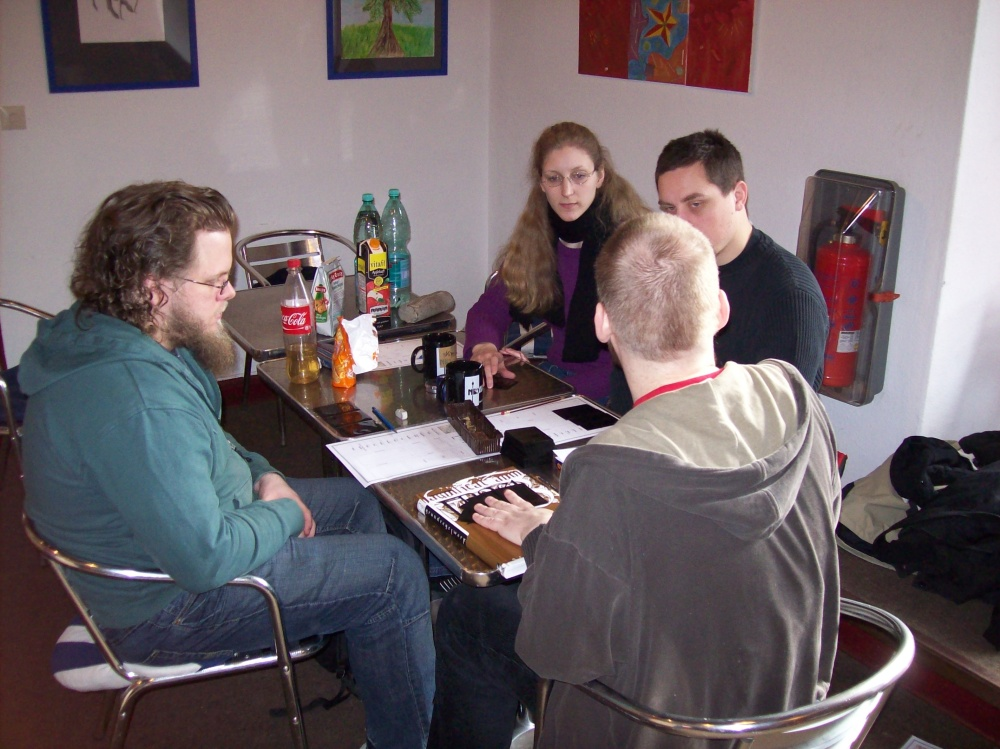
Engel-Spielrunde

Science-Fiction-Rollenspiele stellen nach der Fantasy die größte Genre-Gruppe der Pen-&-Paper-Rollenspiele. Science-Fiction als literarische Gattung, besonders aber auch der Science-Fiction-Film und die seit den 1950er Jahren existierende Science-Fiction im Fernsehen prägen diese Rollenspiele. Autoren wie H. G. Wells, Stanisław Lem oder Isaac Asimov haben die Grundlagen gelegt, die sich in den populären Klassikern Star Trek und Star Wars entfalteten. Zu unterscheiden ist zwischen utopischen und dystopischen Spielwelten. Zahlreiche Science-Fiction-Rollenspiele sind dystopisch geprägt: Ihre Spielwelten stellen eine Dark Future dar, die sich in die Subgenres des Cyberpunk, des Steampunk und der Postapokalypse einteilen lässt. Daneben prägen die seltener dystopischen Genres der Military-Science-Fiction und vor allem Space Opera das Bild. Mech-Rollenspiele, die ebenfalls zur Science-Fiction zählen, sind häufig kombinierbar mit Tabletop-Spielen.
- Adventure (Pen&Paper) ist ein freies deutsches Rollenspiel mit verschiedenen Welten.

- After The Bomb ist ein 1991 und erneut 2001 publiziertes postapokalyptisches System von Palladium Books, bei dem die Spieler mutierte anthropomorphe Tiere verkörpern. Der bereits 1985 erschienene Vorgänger Teenage Mutant Ninja Turtles & Other Strangeness auf Basis der Zeichentrickserie Teenage Mutant Ninja Turtles musste aus Lizenzgründen eingestellt werden. Lediglich der Titel ist identisch mit einem postapokalyptischen Jugendbuch von Gloria D. Miklowitz.
- Aliens ist ein Spiel von 1991, das auf der Alien-Filmreihe aufbaut und von Leading Edge Games publiziert wurde.
- Babylon 5 ist eine Fernsehserie, die zum Schauplatz mehrerer Rollenspiel-Systeme wurde: The Babylon Project wurde 1996 von Chameleon Eclectic veröffentlicht. Babylon 5 Wars wurde als Mischung aus Rollen- und Miniaturenspiel der Autoren Bruce H. Graw und Robert N. Glass 1997 von Agents of Gaming herausgebracht. Babylon 5 d20 brachte Mongoose Publishing 2003 heraus, um 2004 mit Babylon 5 A Call to Wars auch ein zugehöriges Miniaturenspiel zu verlegen.
- Bubblegum Crisis ist ein 1997 von R. Talsorian Games veröffentlichtes Cyberpunk-Rollenspiel mit Fuzion-Regelwerk, das auf der gleichnamigen Anime-Serie beruht und um 2030 in „MegaTokyo“ spielt.
- Chaos Earth von Palladium Books ist unmittelbar nach Drittem Weltkrieg und magischer Apokalypse, aber vor dem Rollenspiel Rifts angesiedelt. Es verwendet das verlagseigene „Megaversal System“.
- Cyberpunk 2020 und sein Vorgänger Cyberpunk 2013 beruhen auf William Gibsons Neuromancer-Trilogie. Das ursprünglich 1988 veröffentlichte Spiel zählt zu den wichtigsten Publikationen des Verlags R. Talsorian Games.
- Cyberspace erschien 1989 bei Iron Crown Enterprises als das auf dem Rolemaster-System beruhende Cyberpunk-Rollenspiel des Verlages im selben Jahr wie Shadowrun. Anders als Rolemaster und Space Master verfolgt es keinen universellen Genreansatz, sondern spielt im San Franzisko des Jahres 2090.
- Darwin’s World ist ein 2001 erstmals veröffentlichtes Dark-Future-Spiel mit d20-System. Es spielt vor allem im Ödland auf dem Gebiet der durch einen globalen Krieg mit atomaren, biologischen und chemischen Waffen verwüsteten USA.
- Degenesis ist ein freies deutsches Rollenspiel von Christian Günther. Die Selbstbezeichnung des Genres heißt bei dem 2004 erstmals veröffentlichten Dark-Future-Spiel „Primal Punk“, das Regelsystem wird „KatharSys“ genannt. In der fiktiven Welt sind die isolierten Kontinente Europa und Afrika nach Asteroideneinschlägen umgestaltet, und es existieren nur noch dunkle Erinnerungen an die vormalige weltliche Geschichte.
- DUNE ist ein futuristische Pen and Paper von Modiphius Entertainment, welches in Frank Herberts Universum spielt. Man schlüpft in die Rolle eines Charakters, der einem selbst erschaffenen Adelshaus dient und dessen Interessen vertritt, sei es mit Worten oder mit Gewalt.
- Eclipse Phase ist ein 2009 erschienenes transhumanistisches Science-Fiction-Rollenspiel mit starken Horror- und Verschwörungsanteilen. Das Spiel ist unter Creative-Commons-Lizenz veröffentlicht, wird von Catalyst Game Labs jedoch auch als Printprodukt vertrieben.
- Endland ist ein deutsches Endzeit-Rollenspiel. Es wurde 1998–2004 von Baris Ilktac entwickelt und vertrieben, ist aber auch kostenlos online erhältlich. Das 2002 erschienene Hauptregelwerk (V. 2.0, Regelsystem bezeichnet als „ApocaSys“) spielt in der postapokalyptischen Spielwelt „Atomic Punk“.
- Engel ist ein deutsches Dark-Future-Rollenspiel mit zugehörigem LARP-System SegensReich, das 2001 bei Feder & Schwert veröffentlicht wurde. Das von Oliver Graute, Oliver Hoffmann und Kai Meyer entwickelte Spiel verwendet das D20-System. Die Spieler verkörpern Engel, die im 27. Jahrhundert die Bewohner einer von ökologischen und Naturkatastrophen verwüsteten Erde beschützen.
- Entaria beansprucht, „das größte kostenlose Science-Fiction-Rollenspiel in Deutschland“ zu sein. Das von Sebastian Schenck entwickelte System umfasst Dark Future, Space Opera und Cyberpunk.
- Ex Machina ist ein Cyberpunk-Rollenspiel von 2004, das sowohl für das Tri-Stat-dX-System, als auch für das d20-System angepasst wurde.
- Exodus von Glutton Creeper Games ist ein 2008 veröffentlichtes postapokalyptisches Rollenspiel mit D20-System, das auf dem Hintergrund des Computer-Rollenspiels Fallout basiert, diesen Namen jedoch nach Lizenzkonflikten nicht verwenden darf.
- Fading Suns ist eine Space Opera von Holistic Design. Das 1996 veröffentlichte Pen-&-Paper-Rollenspiel bildet die Grundlage für ein Computerspiel, ein Live-Rollenspiel und ein Raumkampf-Miniaturenspiel.
- Gamma World wurde 1978 von James Ward entwickelt und von TSR veröffentlicht. Darin wird eine postapokalyptische Welt beschrieben, in der die Spieler Mutanten, mutierte Tiere oder sogar Pflanzen spielen, die versuchen, eine neue Zivilisation zu gründen. Zuletzt wurden die Regeln 2003 vom Fast Forward Verlag unter dem Titel Metamorphosis Alpha neu aufgelegt.
- Headhunter 2.0 ist ein freies deutsches Cyberpunk-System, dessen Vorläufer seit 1998 von Thorsten Kuhnert entwickelt wurden.
- Heavy Gear ist eine Kombination von Rollenspiel und Tabletop des kanadischen Verlags Dream Pod 9, die auf dem kolonisierten Planeten „Terra Nova“ spielt und 1994 erschien.
- Heredium beschreibt das 23. Jahrhundert auf einer Erde, auf die im Jahr 2190 der Mond hinabgestürzt ist, wodurch Naturkatastrophen die Zivilisation fast auslöschten. Im 2008 veröffentlichten Postapokalypse-Rollenspiel kritisiert der Autor Andreas Schnell „Raubbau an der Natur“.
- Jovian Chronicles ist ebenso eine Rollenspiel-Tabletop-Kombination von Dream Pod 9. Dessen Silhouette-System wird hier auf eine Zukunft angewandt, in der die Menschheit im 23. Jahrhundert das Sonnensystem kolonialisiert hat.
- LodlanD ist ein deutsches System, das in einer düsteren Zukunft unter den Weltmeeren spielt und 2003 vorgestellt wurde.
- Macross II ist ein 1986 bei Palladium Books erschienenes Mech-System, das auf dem Anime Chōjiku Yōsai Macross II – Lovers Again basiert.
- Manhunter wurde zuerst 1987 von Kingslayer Publications herausgegeben, 1993 dann von Myrmidon Press. Es geht darin um interstellare Kopfgeldjäger. Daneben wird in diesem Rollenspielsystem auch Magie thematisiert.
- The Mechanoid Invasion von Kevin Siembieda ist das 1981 erschienene erste Rollenspiel von Palladium Books. Menschliche Kolonisten kämpfen auf dem Planeten „Gideon E“ gegen kybernetische Organismen mit Psi-Kräften.
- Mekton (1984) und die Nachfolger Mekton II (1987) und Mekton Z (1995/2000) sind bei R. Talsorian Games erschienene Mech-Systeme im Anime-Stil, um die Hintergründe zu Anime-Serien wie Gundam, Robotech oder Orguss umsetzen zu können. Mit der Zeit hat sich eine eigene Hintergrundwelt entwickelt. Mekton verwendet das Interlock-System, das auch für Cyberpunk 2020 verwendet wurde.
- MechWarrior ist ein zum Tabletop BattleTech gehörendes BattleMech-Rollenspiel, das von der FASA Corporation entwickelt und in Deutschland von Fantasy Productions vertrieben wurde.
- Mutant ist eine Serie schwedischer postapokalyptischer Rollenspiele, deren erste Version 1984 erschien. Aus dem 1993 erschienenen Mutant Chronicles gingen der Kinofilm Mutant Chronicles und weitere Spin-offs hervor. Die Science-Fiction-Subgenres Steampunk, Military Science-Fiction und Dark Future sind in dem postapokalyptischen Spiel vertreten. 2018 veröffentlichte der Uhrwerk Verlag die deutsche Übersetzung Mutant: Jahr Null der neuesten schwedischen Version Mutant: År Noll von 2014.
- NoReturn ist ein deutsches Endzeit-Rollenspiel, das Ende 2016 veröffentlicht wurde.[9]
- NOVA ist ein freies deutsches Space-Epos im 27. Jahrhundert, das erstmals im Jahr 2000 veröffentlicht wurde.
- Perry-Rhodan-Rollenspiel (PRRS) heißt die Übertragung der Midgard-Regeln auf den Hintergrund von Perry Rhodan. Der Verlag für Fantasy- und Science-Fiction-Spiele brachte das Spiel 1993 unter dem Label Agema und erneut 2004 in der Edition Dorifer heraus.
- RiftRoamers ist der kostenlose deutsche Nachfolger von Alien Encounters. Das Dark-Future-Spiel spielt im Jahr 3030 n. Chr., nachdem die Erde von Aliens erobert wurde.
- Robotech ist ein BattleMech-Rollenspiel, das 1986–2001 von Palladium Books produziert wurde. Es nutzt das verlagseigene „Megaversal System“ vor dem Hintergrund der Anime-Serie Robotech und wurde 2008 neu aufgelegt.
- Serenity Role Playing Game ist ein 2005 auf Basis der Fernsehserie Firefly – Der Aufbruch der Serenity und des Kinofilms Serenity – Flucht in neue Welten entwickeltes Rollenspiel der Margaret Weis Productions, das den Science-Fiction-Hintergrund mit Western-Stimmung verbindet.
- Shadowrun ist seit 1989 ein stilprägendes US-amerikanisches Cyberpunk-Spiel des Verlags FASA Corporation. Heute bei Catalyst Game Labs und Pegasus Spiele angesiedelt, enthält es Fantasy-Elemente vor dem Dark-Future-Hintergrund ab dem Jahr 2050.
- Shatterzone ist wie TORG ein Vorgänger des Masterbook-Systems von West End Games und wurde 1993 veröffentlicht. Es spielt im Wesentlichen in Randwelten nahe einem gefährlichen, aber ergiebigen Asteroidenfeld am Rande der bekannten Welten.
- SLA Industries ist ein 1993 vom schottischen Publisher Nightfall Games veröffentlichtes Cyberpunk-Rollenspiel, bei dem man Mitarbeiter eines Mega-Konzerns in einer entfernten Zukunft darstellt. So beleuchtet das Spiel ein Thema von Shadowrun aus der entgegengesetzten Perspektive.
- Space Gothic ist ein 1993 erstmals veröffentlichtes deutsches Spiel mit Elementen von Space Opera und Military-Science-Fiction. Das 2245 in einer Dark Future angesiedelte Spiel wurde 2007 von Ulisses Spiele wieder aufgegriffen.
- Space Master ist ein Space-Opera-Spiel des Verlags Iron Crown Enterprises, das das Rolemaster-System in das Science-Fiction-Genre übersetzen sollte.
- Space Opera war mit seiner Veröffentlichung 1980 ein frühes Weltraum-Rollenspiel von Fantasy Games Unlimited, das einen stilprägenden Einfluss ausübte.
- SpacePirates ist ein freies deutsches Space-Opera-Rollenspiel unter der Creative-Commons-Lizenz by-sa, das seit 2008 von Jürgen Mang entwickelt wird. Die Spieler stellen eine Piraten-Crew dar und das Universum ist eine abgedrehte Mischung aus 1980er Zeichentrickserien und Comics. Es legt den Schwerpunkt auf einfache, erzählerische Regeln und eine kompakte Weltbeschreibung.
- Splicers ist ein Mecha-Rollenspiel, in dem Menschen mit organischer Technologie gegen eine Roboterbedrohung um ihr Überleben kämpfen. Es wurde 2004 auf Basis des „Megaversal System“ von Palladium Books herausgegeben.
- StarGate SG-1 basiert auf der Fernsehserie Stargate – Kommando SG-1. Ab 1998 wurde von John Tynes ein Spiel dieses Namens für West End Games im D6-System entwickelt. Nach deren Insolvenz veröffentlichte die Alderac Entertainment Group (AEG) 2003 das StarGate-Rollenspiel auf der Basis eines D20-Systems, musste jedoch die Publikation einstellen, nachdem die Lizenz nicht verlängert wurde.
- Starslayers ist ein 2015 erschienenes Rollenspiel, das der Sci-Fi-Ableger des Fantasy-Rollenspiels Dungeonslayers ist und ebenfalls als äußerst regelarm und leicht verständlich gilt. Es wird sowohl von den eigenen Entwicklern als auch von Spielern geformt, welche ihre Ideen und Abenteuerentwicklungen kostenfrei miteinander teilen können.
- Star Wars wurde 1987, also 10 Jahre nach Erscheinen des ersten Films der Star-Wars-Reihe, im D6-System von West End Games publiziert und bestand bis 1997. Zwei Jahre später erhielt Wizards of the Coast die entsprechende Lizenz und gab ab 2000 ein Star-Wars-Rollenspiel unter dem hauseigenen D20-System heraus.
- Star-Trek-Rollenspiele erschienen vor dem Hintergrund von Star Trek seit 1978 bei verschiedenen Verlagen: Zuerst publizierte Heritage Models Star Trek: Adventure Gaming in the Final Frontier. Von FASA erschien 1982 bis 1989 Star Trek: The Role Playing Game. Prime Directive wurde 1993 von Task Force Games entwickelt und 2002 von Steve Jackson Games auf der Basis des GURPS-Systems sowie 2005 auf der Basis des D20-Systems neu herausgegeben. Das Star Trek Roleplaying Game, von Last Unicorn Games 1998 herausgebracht, bearbeitete der Verlag Decipher 2002–2007 weiter.
- Sternengarde ist ein auf militärische Einsätze fokussiertes Spiel von TSR. Das unter dem Namen Star Frontiers 1982 zuerst englischsprachig veröffentlichte Spiel vereint das Subgenre der Space Opera mit Anteilen von Action-Adventures.
- Systems Failure wurde von Palladium Books 1999 auf Basis des „Megaversal System“ herausgebracht. Im zugrundeliegenden Dark-Future-Szenario dringen im Jahr 2000 außerirdische käferähnliche Energiewesen auf der Erde ein.
- Transhuman Space wurde 2002 von Steve Jackson Games publiziert. Das Spiel spielt während der Kolonisierung des Sonnensystems um das Jahr 2100. In dem Post-Cyberpunk-Spiel, das das GURPS-Regelwerk verwendet, geht es auch um Transhumanismus.
- Traveller ist ein klassisches, 1977 als eines der ersten Science-Fiction-Pen-&-Paper-Rollenspiele von Game Designers’ Workshop publiziertes Spiel. Das von Marc W. Miller entwickelte Spiel brachte zahlreiche Spin-offs hervor. Es spielt im 6. Jahrtausend in einer „Drittes Imperium“ genannten Feudalgesellschaft.
- Trinity ist ein Storyteller-Spiel von White Wolf. Das 1997 veröffentlichte Science-Fiction-Rollenspiel enthält Superhelden-Elemente, die mit Psi-Kräften arbeiten. Eine D20-Version wurde 2004 publiziert. Es ist Bestandteil des Trinity-Universums, wie auch Adventure! und Aberrant.
- Twilight 2000 spielt nach einem fiktiven atomaren „Dritten Weltkrieg“ und wird seit 1984 vom Game Designers’ Workshop verlegt. Das Dark-Future-Spiel hat mehrere Ableger hervorgebracht, etwa Merc 2000 oder Cadillacs and Dinosaurs. Als Neuausgabe (Version 3.0) erschien 2008 Twilight: 2013.
- Ultima Ratio – Im Schatten von Mutter ist ein dystopisches Science-Fiction-Rollenspiel aus Deutschland. Das seit 2014 herausgegebene Spiel thematisiert unter anderem einen von künstlichen Intelligenzen verwalteten Überwachungsstaat.[10]
- Warhammer-40.000-Rollenspiel ist ein System, das 2008 zunächst von Black Industries herausgegeben und kurz darauf von Fantasy Flight Games übernommen wurde. Es spielt in der Welt von Warhammer 40.000 und basiert regeltechnisch auf dem System von Warhammer Fantasy.

## Mystery und Horror

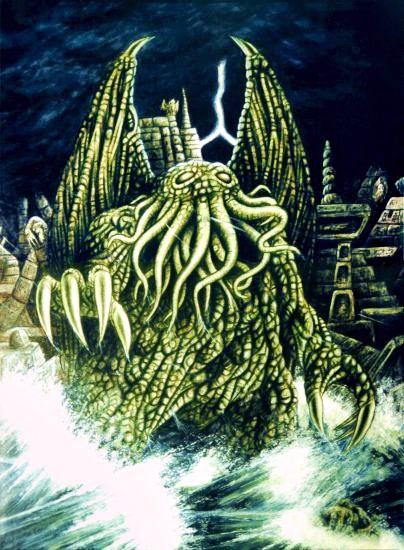
Der erweckte Cthulhu bei R'lyeh

Das Unheimliche und Grauenerregende ist Thema, Atmosphäre und Hauptmotiv von Mystery- und Horror-Rollenspielen. Einerseits werden in den Spielwelten Klassiker der Horrorliteratur verarbeitet, etwa die Werke H. P. Lovecrafts, Edgar Allan Poes oder Bram Stokers Dracula, andererseits aber auch mythische oder im modernen Horrorfilm umgesetzte Stoffe. Da die Gefühle der Bedrohung, der Angst, des Entsetzens oder Ekels die entscheidenden Kriterien für die Zuordnung zu diesem Genre darstellen, überschneidet es sich durch andere Elemente vielfach mit anderen Genres: Das Übernatürliche als Fantasy-Element, das Grauen vor realen Bedrohungen aus realitätsähnlichen Spielwelten, Angst vor (zumindest fiktiv) möglichen Auswirkungen von Technik als Kriterium für Science-Fiction-Horror sowie geheimnisvolle Verschwörungen aller Art als Hauptelement des Mystery-Bereichs machen Mystery- und Horror-Rollenspiele zu einem ursprünglichen Crossover-Genre. Nach diesen Verbindungen mit anderen Genres lassen sich auch Subgenres der Mystery- und Horror-Rollenspiele benennen.
- All Flesh Must Be Eaten, das 1999 von Eden Studios herausgebracht wurde, ist vor allem ein Zombie-Survival-Horror-Rollenspiel auf Basis des „Unisystems“, enthält aber auch satirische Elemente in zahlreichen verschiedenen Spielwelten.
- Angeli ist ein Spiel von Michael Deflize und Rainer Wagner, das unter Verwendung des universellen Regelsystems honorabilis lex ludi vom Kampf zwischen Engeln und Dämonen handelt. Atra Poesis verlegte die deutsche Ausgabe des nicht an Epochen gebundenen Horror-Rollenspiels mit Fantasy-Elementen, das 1993 erstmals veröffentlicht wurde.
- Beyond the Supernatural ist ein 1987 erstmals erschienenes Horror-Spiel von Palladium Books, das in einer an Call of Cthulhu angelehnten Spielwelt stattfindet und das „Megaversal System“ verwendet.
- Call of Cthulhu (CoC) wurde unter den Titeln Auf Cthulhus Spur, Cthulhu oder H. P. Lovecraft’s Cthulhu seit 1981 in sieben Auflagen veröffentlicht. Es ist das erste und mit Abstand erfolgreichste Horror-Rollenspiel, das sich auf die einflussreiche Horrorliteratur H. P. Lovecrafts beruft.
- Chill ist ein US-amerikanisches Rollenspiel von 1984, das an Horrorfilme wie John Carpenters Vampire oder Das Omen erinnert. In einer Call of Cthulhu ähnlichen Spielwelt stellen die Spieler Mitglieder eines Geheimbundes dar, die die Menschheit vor dem Bösen beschützen.
- Conspiracy X von Eden Studios wendet sich ähnlich wie Akte X Paraphänomenen zu und thematisiert Verschwörungstheorien um Aliens und Geheimdienste. Nach Verwendung eines eigenen Regelsystems auf Basis zweier sechsseitiger Würfel in der ersten Auflage 1995 erschien das Mystery-Rollenspiel auch im GURPS-System und 2006 im „Unisystem“.
- CthulhuTech ist ein Science-Fiction- und Horror-Rollenspiel, das von Wildfire LLC erstellt und von Sandstorm veröffentlicht wurde. Es kombiniert Elemente des Cthulhu-Mythos mit Anime-Mecha, Horror und Magie.
- Dark Conspiracy ist ein Horror-Spiel, das 1991 von Game Designers' Workshop erstmals publiziert wurde. Es beruht auf denselben Regeln wie Twilight 2000 und Traveller desselben Verlags, spielt jedoch in einer gegenwartsnahen Zukunft zu Beginn des 21. Jahrhunderts, in der die Weltwirtschaft durch eine massive Krise zerstört wurde und die Zivilisation zerfällt, während verschiedene Science-Fiction- und Fantasy-Monster sich ausbreiten.
- Doctor Who wurde 1985 von FASA herausgegeben und basiert auf der gleichnamigen Fernsehserie von BBC. 1991 wurde Virgin Books Time Lord auf demselben Hintergrund veröffentlicht. 2009 brachte Mongoose Publishing eine weitere Version heraus.
- Dread: A Game of Horror and Hope ist ein Horror-Erzählrollenspiel von Epidiah Ravachol und Nat Barmore, das 2005 bei The Impossible Dream erschienen ist und einen Jenga-Turm zur Konfliktlösung nutzt. Die Aufregung dieser Spielmechanik wird dabei verwendet, um die Anspannung und Nervosität für das Gefühl von Horror zu erzeugen, das Spiel selbst gibt aber kein konkretes Setting vor. Charaktere werden dabei auf der Basis eines Fragebogens mit Suggestivfragen erstellt. Es ist 2018 auf Deutsch als Dread bei System Matters erschienen.
- Feng Shui (Rollenspiel) ist ein Hong-Kong-Martial-Arts-Actionfilm-System von Robin D. Laws, das zuerst 1996 veröffentlicht wurde und in dem es um den Kampf von Geheimgesellschaften um die Weltherrschaft durch die Kontrolle von Orten mit mächtigem Feng Shui geht. Die einfachen Regeln legen ihren Schwerpunkt auf ein schnelles Kampfsystem.
- HeXXen 1733 ist ein deutsches Pen-&-Paper-Rollenspiel von Ulisses Spiele. Das Spiel orientiert sich an Filmen wie Hänsel und Gretel: Hexenjäger, Sleepy Hollow oder Solomon Kane und ist ein vom Verlag sogenanntes „Cinematisches Popcorn-Rollenspiel in einer finsteren Welt“.
- Kleine Ängste von Jason L. Blair ist ein 2001 erstmals erschienenes und 2003 ins Deutsche übersetztes Erzählrollenspiel mit minimalistischen Regeln, das Kindheitsängste thematisiert und im geheimnisvollen „Land unter dem Bett“ spielt.
- Kult ist ein schwedisches Rollenspiel von Gunilla Jonsson und Michael Petersén, das seit 1991 besteht und sich selbst als „Splatterpunk“ bezeichnet. Es spielt in einer dystopischen Gegenwart, die die Wirklichkeit als Illusion betrachtet.
- Ten Candles von Stephen Dewey ist ein Erzählrollenspiel, das 2015 bei Cavalry Games erschienen und klassischerweise im tragischen Horror angesiedelt ist. Zentrales Spielelement sind die namensgebenden zehn Kerzen, die als physische Repräsentation des Spielfortschritts stehen. Immer wenn ein Erzählabschnitt endet (üblicherweise durch den Fehlschlag einer Würfelprobe) wird eine Kerze gelöscht. Sobald die letzte Kerze erlischt, stehen die Charaktere ihrem unausweichlichen Ende gegenüber. In Ten Candles geht es also nicht darum, zu gewinnen, sondern darum, eine möglichst spannende Geschichte zu erzählen.[11]
- Necroscope ist ein 1995 von West End Games veröffentlichtes Rollenspiel, das in der Welt der gleichnamigen Romane von Brian Lumley angesiedelt ist. Es basiert im Prinzip auf dem Masterbook-System.
- Nightbane ist ein 1995 (zuerst unter dem Namen Nightspawn) bei Palladium Books erschienenes Spiel von C. J. Carella, das das „Megaversal System“ verwendet und in einer nahen Zukunft spielt. Monster aus einer dunklen Parallelwelt versuchen, die Weltherrschaft zu übernehmen, indem sie die verschiedenen Regierungen durch Doppelgänger ersetzen. Die Spieler stellen sich ihnen als ebenfalls übernatürliche Wesen entgegen, die jedoch versuchen, eine Fassade der Normalität aufrechtzuerhalten.
- Over the Edge ist ein surreales Horror-Rollenspiel von Jonathan Tweet und Robin D. Laws, das mit wenigen Regeln und wenigen Spielwerten auskommt und 1992 bei Atlas Games erschienen ist.
- Unknown Armies ist ein US-amerikanisches Spiel von John Tynes und Greg Stolze, das seit 1998 bei Atlas Games erscheint und sich mehr auf Atmosphäre als auf ausgefeilte Regeln konzentriert. Gewöhnliche Menschen der Gegenwart beginnen darin, das Wirken des Übernatürlichen zu erkennen und den „Okkulten Untergrund“ zu bereisen.
- Zombieslayers ist ein Rollenspiel in einer von Zombies heimgesuchten postapokalyptischen Welt, das auf dem Dungeonslayers-Regelsystem basiert.[12] Es existiert auch das Gegenstück Slayerzombies – eines der wenigen Rollenspiele, in denen man in die Rolle von Zombies schlüpft.

World of Darkness
- Die World of Darkness (WoD) oder „Welt der Dunkelheit“ (WdD) ist eine Spielwelt für eine Reihe von Horror-Rollenspielen des amerikanischen Verlages White Wolf, in denen die Spieler hauptsächlich übernatürliche Wesenheiten spielen. Die WoD ist grundsätzlich realitätsähnlich, jedoch mit deutlich düsterer Ausrichtung, und geprägt von Korruption, Verschwörungen und dem Wirken geheimnisvoller Mächte im Hintergrund. World of Darkness, alte Welt der Dunkelheit, old World of Darkness (oWoD) und World of Darkness 1.0 (WoD1) sind außerdem Bezeichnungen für die dieser Spielwelt zugeordneten Rollenspiele, die alle das verlagseigene „Storyteller System“ als Regelwerk verwenden und auf Deutsch vom Verlag Feder & Schwert herausgebracht wurden. Seit dem bekanntesten Vertreter der Reihe, Vampire: Die Maskerade, erschienen ab 1991 folgende Spiele, die mit der Einführung der new World of Darkness nach einer übergreifenden, als Zeit der Abrechnung bezeichneten Kampagne 2004 eingestellt wurden:
  - Changeling: The Dreaming wurde 1995 erstmals auf Englisch und Deutsch (als Wechselbalg. Der Traum) publiziert und behandelt mit einer Feenseele geborene Menschen, die sogenannten Wechselbälger.
  - Demon: The Fallen ist der 2002 auf Englisch erschienene letzte Teil der WoD-Reihe, von dem auf Deutsch lediglich das Grundregelwerk Dämonen. Die Gefallenen 2003 veröffentlicht wurde. Die Spieler schlüpfen in die Rolle von Dämonen, gefallener Engel einer christlich orientierten Mythologie, die an die menschlichen Körper gerade Verstorbener gebunden sind.
  - Hunter: The Reckoning erschien erstmals 1999 und im Jahr darauf in deutscher Übersetzung als Jäger. Die Vergeltung. Die dargestellten Jäger entdecken die Welt der Dunkelheit und bekämpfen die darin auftretenden Monster. Dazu erhalten sie übernatürliche Kräfte, die aus ihren Ansichten über den richtigen Weg der Monsterbekämpfung herrühren. Basierend auf dem Spiel wurden auch Computerspiele für GameCube, Xbox und PlayStation 2 veröffentlicht.
  - Kindred of the East erschien erstmals 1998 und wurde unter dem Namen Kinder des Lotos 1999 auf Deutsch veröffentlicht. Das Spiel etabliert einen auf asiatischen Legenden basierenden Hintergrund für die Spielwelt. Als Spielercharaktere sind Vampire nach asiatischer Mythologie vorgesehen: Menschliche Seelen, die ihr Dharma nicht erfüllt haben, aber aus der Hölle entkommen konnten und nun als halb-lebende, halb-tote Wesen versuchen, ihre Bestimmung zu erreichen. Über das Jahr 1998, das bei White Wolf unter dem Motto Year of the Lotus stand, wurden dann auch Zusatzbücher mit asiatischen Varianten zu Changeling, Mage, Wraith und Werewolf herausgebracht.
  - Mage: The Ascension behandelt Magier, die eine von Aleister Crowley inspirierte Form der „Magick“ beherrschen, nachdem sie eine Art kosmischer Einsicht erlangt haben. Das in drei Ausgaben mit leicht veränderten Regeln seit 1993 verlegte Spiel wurde 1996 als Magus. Die Erleuchtung ins Deutsche übersetzt.
  - Mummy: The Resurrection erschien 1992 auf Englisch und 2002 in deutscher Übersetzung als Mumien. Die Wiedergeburt. Angelehnt an die ägyptische Mythologie gehen die Spielercharaktere aus Verbindungen altägyptischer Seelen mit kürzlich verstorbenen modernen Menschen hervor. Die in Anspielung auf den Wächter des ägyptischen Totenreichs „Amenti“ genannten Figuren stehen im ständigen Kampf gegen Apophis.
  - Vampire: Die Maskerade ist neben Call of Cthulhu das erfolgreichste Horror-Rollenspiel, zu dem seit 1991 zahlreiche Quellenbände und Spin-offs veröffentlicht wurden, seit 1995 auch als Vampire. Die Maskerade auf Deutsch. Zahlreiche Parallelen verweisen auf Bram Stokers Dracula und Anne Rice’ Chronik der Vampire als Inspirationsquellen. Basierend auf dem Spiel wurden auch zwei Computerspiele veröffentlicht: Redemption und Bloodlines.
  - Wraith: The Oblivion erschien 1994, 1996 in zweiter Auflage, niemals jedoch in deutscher Sprache. Die Spieler stellen Geister der Verstorbenen dar, die durch besondere Umstände an die Welt der Lebenden gebunden sind. Zusätzlich – so die auffälligste spielerische Besonderheit dieses Rollenspiels – stellt jeder Spieler den “Shadow” genannten bösen Gegenpart eines Mitspielers dar und behindert diesen so beim Erreichen seiner Ziele.
  - Werewolf: The Apocalypse erschien seit 1992 in drei Auflagen auf Englisch und Deutsch (als Werwolf. Die Apokalypse). Die mit dem französischen Begriff „Garou“ bezeichneten Werwölfe stehen auf der Seite der Erdmutter Gaia im Kampf gegen den zerstörerischen „Wyrm“. Das Spiel enthält Elemente von Naturreligionen und Umweltverschmutzungs-Kritik.
  - Zur WoD gehört außerdem das in sechs Bänden 2003 und 2004 erschienene Rollenspiel Orpheus, das – ähnlich wie Wraith: The Oblivion – von den Geistern Verstorbener handelt.

World of Darkness 2.0

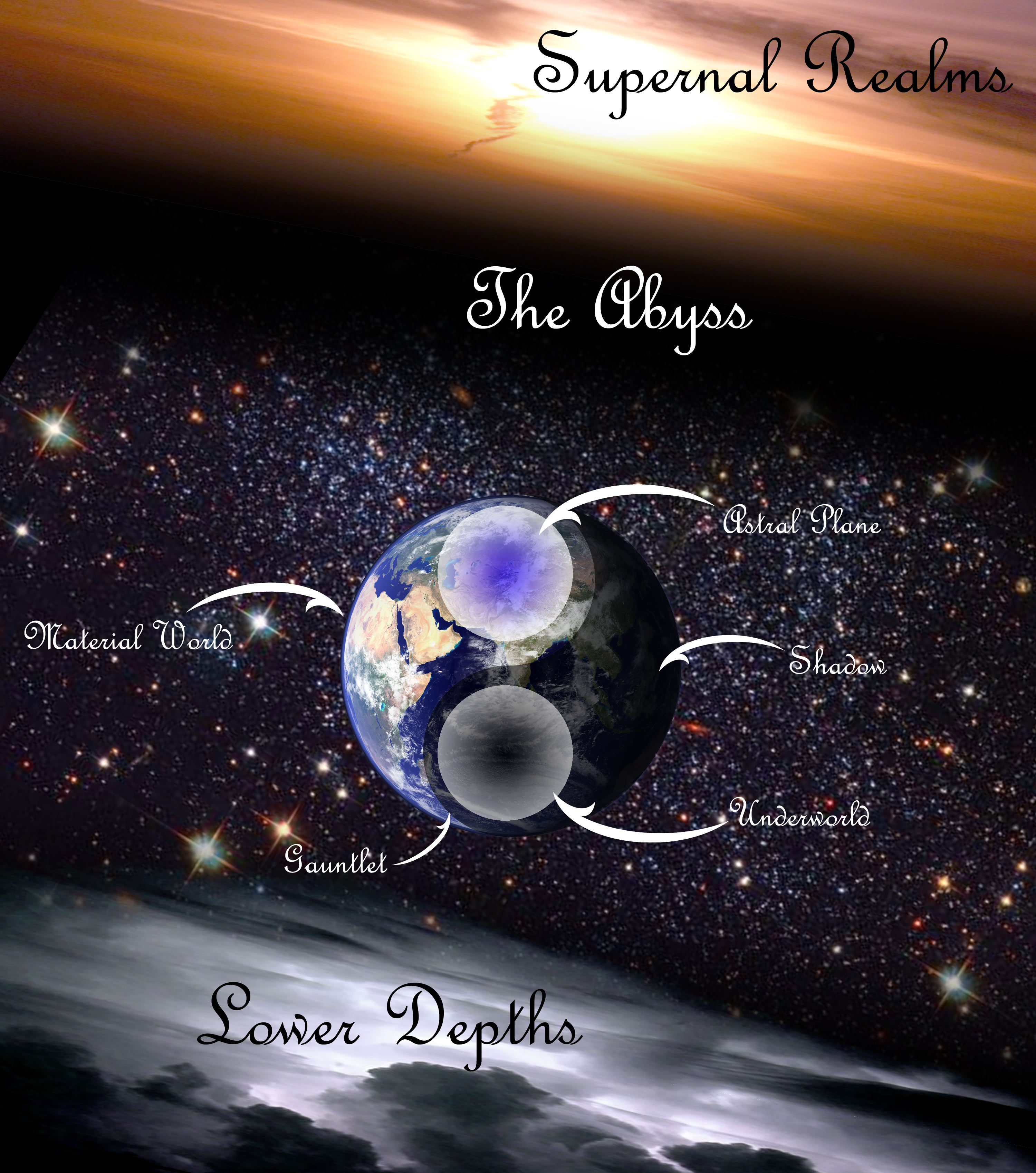
Interpretation der Kosmologie der New World of Darkness

- Seit dem Erscheinen der ersten Publikationen von White Wolf 2004 wird ein ähnliches, aber eigenständiges Rollenspiel und seine Spielwelt ebenfalls als „World of Darkness“ bezeichnet und zur Abgrenzung von der älteren gleichnamigen Spielwelt auch World of Darkness 2.0 (WoD2), neue Welt der Dunkelheit oder new World of Darkness (nWoD) genannt. Das gegenüber dem Vorgänger modifizierte Regelwerk der nWoD wird nun „Storytelling System“ genannt, auch die Stimmung und die Hintergrundgeschichte der Spielwelt weichen grundlegend von der oWoD ab. Der Mannheimer Verlag Feder & Schwert übersetzte auch die nWoD-Produkte, gab dies jedoch 2006 wegen mangelnder Verkaufszahlen auf. Zuerst publiziert und auch in der nWoD am weitesten verbreitet ist – nach dem für alle Spiele der Reihe benötigte Die Welt der Dunkelheit. Grundregelwerk – das von Vampiren handelnde Spiel. Zu den drei zentralen Reihen der nWoD gehören außerdem Spiele um Werwölfe und Magi:
  - Mage: The Awakening. Die Magier in der wirklichen Welt betrachten diese als eine Lüge und als “Fallen World”, während das Reich des Übernatürlichen (“Supernal Realm”) von dieser getrennt ist. Die Magie stammt aus Atlantis, und gegenüber dem Vorgänger wurden in dem 2005 auf Englisch erschienenen, jedoch nicht ins Deutsche übersetzten Spiel einige Regeln, der Hintergrund und viele Begriffe geändert.
  - Vampire: Requiem. Die Vampire, die hier nicht alle Fäden in der Hand haben, unterscheiden sich in verschiedenen Hinsichten von den Vampiren des Vorgänger-Spiels Vampire: The Masquerade.
  - Werewolf: The Forsaken. Die Spieler stellen hier „Uratha“ dar, eine Gruppe von Werwölfen, die die Grenze zwischen materieller Welt und Geisterwelt bewachen. Das Spiel und seine deutsche Übersetzung Werwolf: Paria erschienen 2005.
- Das Publikationskonzept von Orpheus aus der oWoD wurde für ergänzende Spiele um andere übernatürliche Wesen übernommen, zu denen weniger Materialien erschienen oder erscheinen, in der Regel begrenzt auf zwei Publikationsjahre und etwa sechs Bände:
  - Changeling: The Lost erschien 2007 und behandelt die von Feenwesen entführten und versklavten Menschenkinder, sogenannte Wechselbälger, denen die Flucht geglückt ist, die jedoch verändert zurückkehren. Das Spiel war so erfolgreich, dass über die ursprünglich geplanten hinaus weitere Quellenbände produziert wurden.
  - Geist: The Sin-Eaters wurde im August 2009 veröffentlicht. Es greift die Themen aus Wraith: The Oblivion auf.
  - Hunter: The Vigil behandelt erneut Monsterjäger, die sich zu Zellen, Verbünden und Verschwörungen zusammenschließen. Die ersten Bände wurden 2008 veröffentlicht.
  - Promethean: The Created war 2006 der erste Teil der “Limited Series” ohne passendes Vorgängerprodukt in der oWoD. Die Spieler verkörpern Konstrukte aus verschiedenen Materialien, die wie in Mary Shelleys Roman Frankenstein oder Der moderne Prometheus zum Leben erweckt werden. Angetrieben durch das “Divine Fire” fehlt den Kreaturen eine Seele, nach der sie ebenso streben wie nach Menschlichkeit.

## Superhelden

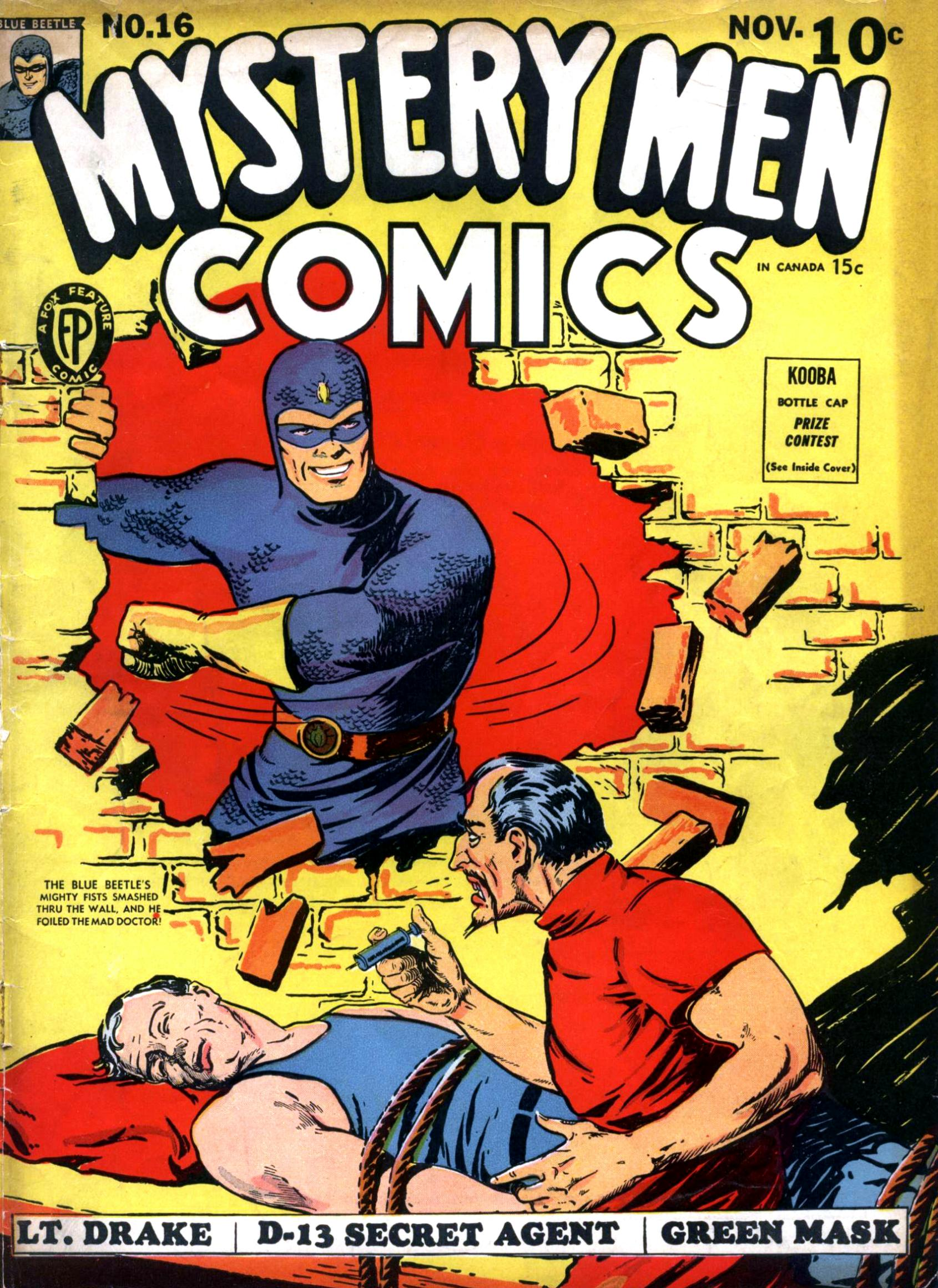
Vorbild für Rollenspielcharactere sind Superhelden des mittleren 20. Jahrhunderts wie der Mystery Man

Wenn die Spielercharaktere in Rollenspielen Superhelden sind, so orientieren sich die Spielwelten meist an den bekannten farbenfrohen Comics der vorherrschenden Verlage Marvel Comics und DC Comics, die auch die Markenrechte am englischen Begriff Superhero besitzen. Seit Entstehung des ersten Superhelden Superman in den 1930er Jahren haben Superhelden-Geschichten nach den Comics und Graphic Novels insbesondere das Kino und – vorwiegend als Zeichentrick – das Format der Fernsehserie erobert und so auch die entsprechenden Rollenspiele beeinflusst. Eigentlich ein Subgenre von Fantasy und Science-Fiction, verarbeiten Superhelden-Rollenspiele – wie ihre literarischen und filmischen Vorbilder – auch Einflüsse aus Horror, Komödie und Krimi.
- Aberrant (Rollenspiel) ist ein von White Wolf herausgebrachtes Rollenspiel im Trinity-Universum, wie auch Adventure! und Trinity.
- Champions ist ein 1981 erstmals von Hero Games veröffentlichtes Rollenspiel, das als eines der ersten Spiele ein „Kaufsystem“ statt eines Zufallsgenerators zur Charaktergenerierung einsetzte, um zahlreiche verschiedene Superhelden und ihre Fähigkeiten erzeugen zu können. 1989 wurde das Spiel an das Hero System angeschlossen.
- DC Heroes ist ein inzwischen eingestelltes Superhelden-Rollenspiel von Mayfair Games in der Welt der DC Comics, das 1985 bis 1993 in drei Ausgaben erschien. Das Regelsystem heißt „Mayfair Exponential Game System“ (MEGS) und ist ausgerichtet auf die Darstellung der Machtunterschiede in verschiedenen Größenordnungen.
- DC Universe Roleplaying Game wurde von West End Games in demselben DC-Comics-Universum angesiedelt. Es erschien 1999 bis 2002 und verwendete eine „Legend System“ genannte Abwandlung des verlagseigenen D6-Systems.
- Golden Heroes wurde 1982 zunächst auf privater Basis veröffentlicht. Games Workshop brachte dann 1984 eine etwas vollständigere Fassung heraus. Die Fähigkeiten der Charaktere wurden zu Beginn der Kampagne zufällig ausgewürfelt, mussten jedoch vom Spieler mittels einer plausiblen Hintergrundgeschichte gerechtfertigt werden. Das System beinhaltete einige Elemente aus dem Comic-Genre.
- Heroes & Heroines, 1993 herausgegeben von Excel Marketing, war für beliebige Superheldenhintergründe gedacht und hatte unter anderem Quellenbücher für The MAXX.
- Heroes Unlimited wurde von Kevin Siembieda für Palladium Books auf Basis des „Megaversal System“ entwickelt und erschien 1984 in erster und 1998 in zweiter Auflage.
- Marvel Superheroes wurde erstmals 1984 von Tactical Studies Rules mit der Lizenz von Marvel Comics publiziert und 1986 als Marvel Superheroes Advanced Game ausgebaut. Mittels der veränderlichen Charakterwerte “Resources” und “Popularity” werden die im Marvel-Universum häufig thematisierten Möglichkeiten von Finanzkraft und (positivem oder negativem) Ansehen in der Öffentlichkeit aufgegriffen. Eine deutschsprachige Ausgabe wurde von Schmidt Spiele veröffentlicht. 1998 erschien der Nachfolger Marvel Super Heroes Adventure Game.
- Marvel Universe Roleplaying Game greift in der Namensgebung das Konkurrenzprodukt DC Universe Roleplaying Game auf. Das 2003 – nach Rückzug der an Tactical Studies Rules vergebenen Lizenz – von Marvel Comics selbst publizierte System hebt sich jedoch von den meisten anderen kommerziell produzierten Pen-&-Paper-Rollenspielen durch das Fehlen von Würfeln und anderen Zufallsgeneratoren ab.
- Mutants & Masterminds (M&M) von Green Ronin Publishing basiert lose auf dem d20-System und ist nicht auf eine spezifische Superhelden-Spielwelt festgelegt. Im 2002 und erneut 2005 publizierten System können Superhelden unterschiedlicher Machtfülle dargestellt werden, indem die Anzahl der “Power Levels” und “Power Points” variiert wird.
- Superhero 2044 war das erste Superheldenrollenspiel. Es wurde 1977 von Gamescience herausgegeben und verwendete möglicherweise als erstes Rollenspiel ein Punkte-Kaufsystem für Attribute, Fähigkeiten und Kräfte.
- Villains & Vigilantes wurde 1979 von FGU (Fantasy Games Unlimited) herausgegeben. Es war damals einzigartig, da dem Spieler vorgeschlagen wurde, den Spielcharakter auf sich selbst aufzubauen. Zu diesem Zweck waren die Attributstabellen mit Werten ausgestattet, die es erlaubten, eine entsprechende Attributsbestimmung durchzuführen.

## Satire

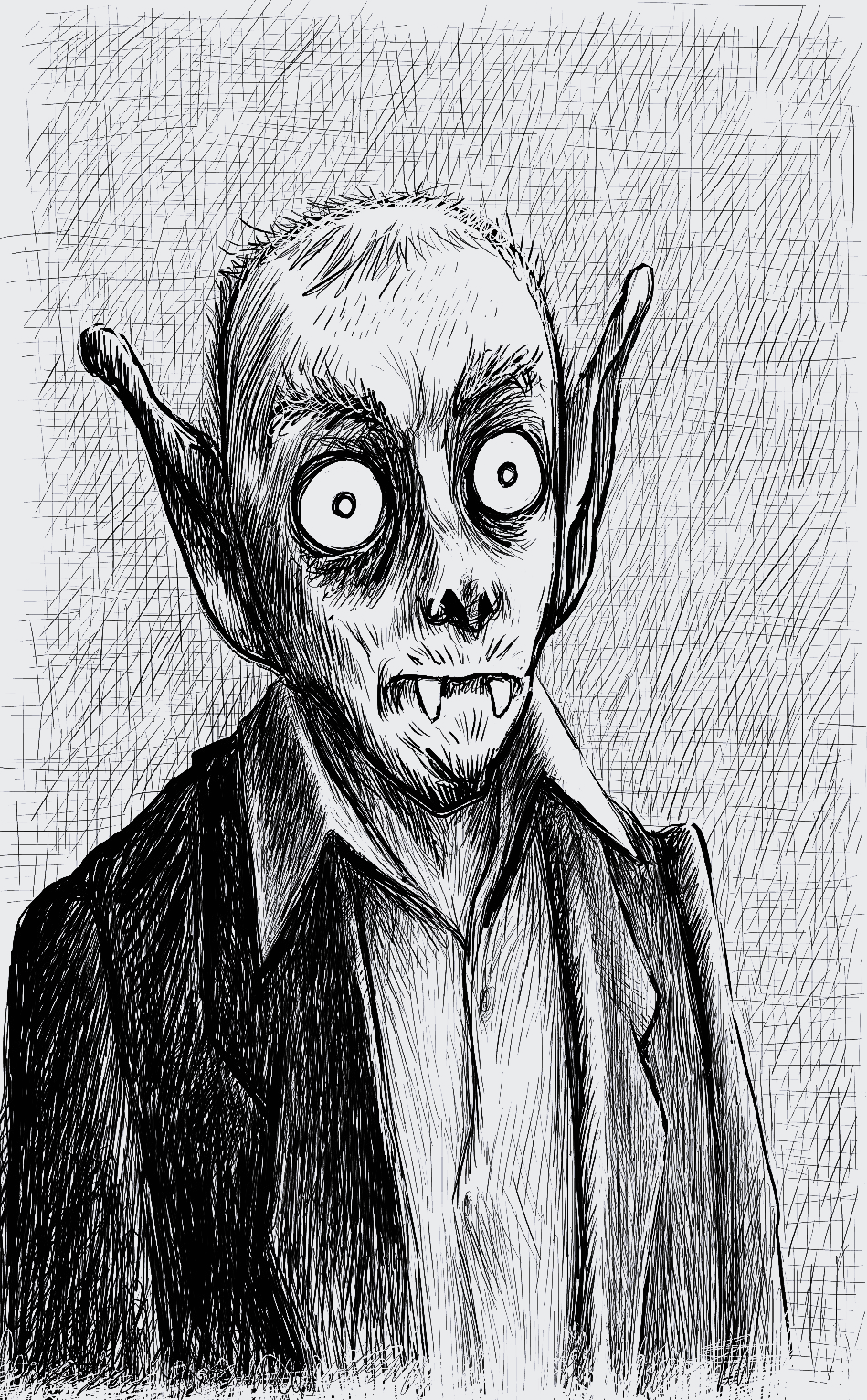
Nosferatu-Karikatur

Satirische Rollenspiele verspotten, persiflieren oder parodieren einzelne Rollenspiele, ganze Rollenspiel- oder Literatur-Genres, gesellschaftliche und kulturelle Entwicklungen oder eine Kombination dieser Elemente. Insofern sind viele Satire-Rollenspiele zugleich Crossover-Systeme. Da Humor ein Grundelement dieser Rollenspielgattung ist, sind meist sowohl Regelsystem als auch Spielwelt darauf ausgerichtet.
- Barbaren! ist ein 2009 erschienenes, deutsches satirisches Rollenspiel von Frank Tarcikowski mit dem Untertitel Das Macho-Rollenspiel. Sexismus und Brutalität sind bedeutende Spielelemente, im Regelsystem sind sie durch die Charakterwerte „Geil“ und „Aggro“ vertreten. In Anlehnung an Barbarenfilme wie Conan der Barbar persifliert das Spiel Männlichkeitswahn und das Low-Fantasy-Genre.
- Das Weltenbuch ist ein freies satirisches Fantasy-Rollenspiel unter der Creative-Commons-Lizenz by-nc-sa, das auf einer aufgeschlagenen „Doppelseite“ spielt und seit 2004 von Jürgen Mang entwickelt wurde. Die Spielercharaktere werden durch ihr „Klischee“ beschrieben und gehören sowohl typischen Völkern aus Fantasy-Rollenspielen als auch ungewöhnlichen Rassen wie Yetis oder Wichteln an. Sie steigen in einem Kaufsystem mit Stufen vom Möchtegernheld bis zum Legendären Held oder Halbgöttlichen Held auf.
- DORP. Das Rollenspiel ist ein freies deutsches Rollenspiel, das 2003 von Marcel Gehlen, Matthias Schaffrath und Thomas Michalski entwickelt wurde. Die Spieler stellen Angehörige der Organisation DORP dar, die in unserer Welt die Parallelwelt „Nerdor“ etablieren wollen. Im Kampf dieser Nerds um „die Nerdisierung der Menschheit“ stehen zwei Regelsysteme zur Auswahl, in denen entweder Tarot-ähnliche Dorpana-Karten oder, im Die4-Color-System, Farben interpretiert werden.
- HackMaster war zunächst ein fiktives Rollenspiel, das in der 1990 entstandenen Comic-Strip-Reihe Knights of the Dinner Table vorkam und vor allem Dungeons & Dragons parodierte. Seit es erstmals 2001 als HackMaster 4th Edition publiziert wurde, ist es das wichtigste Rollenspiel des Verlags Kenzer and Company. Das 2001 mit einem Origins Award als Game of the Year ausgezeichnete Spiel verwendet hauptsächlich die durch Wizards of the Coast lizenzierten Regeln älterer Versionen von D&D. Es spielt auf dem Kontinent „Garweeze Wurld“. Powergaming und Regeldiskussionen sind Pflicht, Zubehör wie Meisterschirm und Charakterbogen sind absurd übertrieben dimensioniert.
- In Nomine Satanis/Magna Veritas (INS/MV) ist das erfolgreichste französische Rollenspiel, das zwischen 1989 und 2003 in vier Auflagen erschien und 2006 eingestellt wurde. Das humorvoll-makabre Doppel-Rollenspiel behandelt den Konflikt zwischen Himmel und Hölle, in dem die Spieler Dämonen (bei In Nomine Satanis) oder Engel (bei Magna Veritas) darstellen. Eine englische Abwandlung von Derek Pearcy erschien 1997 als In Nomine bei Steve Jackson Games.
- InSpectres. Paranormale Investigation und Terminierung ist ein unabhängiges, 2002 bei Memento Mori Theatricks erschienenes Geisterjäger-Rollenspiel von Jared A. Sorensen, das in Anlehnung an Ghostbusters – Die Geisterjäger eine Mischung aus Horror, Komödie und Krimi darstellt. Die Spielercharaktere sind Filialgründer des Konzerns InSpectres und bekommen es mit Whodunit-Fällen vor paranormalem Hintergrund zu tun. In dem 2003 von Disaster Machine Productions ins Deutsche übersetzten Spiel bestimmt das knappe Regelsystem, welcher Mitspieler die Auswirkungen einer Aktion schildern darf: Bei gelungenen Aktionen erzählt der Spieler, dessen Figur gerade erfolgreich war; bei Misserfolgen entscheidet der Spielleiter über die Ergebnisse.
- Kobolde! ist der deutsche Titel des 1999 als Kobolds ate my baby! bei 9th Level Games erstmals veröffentlichten Spiels, das sich selbst als „Bier-und-Brezel-Rollenspiel“ bezeichnet. Pegasus Spiele übersetzte das von Christopher O’Neill und Daniel Landis entwickelte Spiel, in dem die Spieler Kobolde verkörpern, die menschliche Kleinkinder rauben wollen. Das Regelsystem wird BEER Engine! genannt und auch in den Rollenspielen Ninja Burger und Warhamster verwendet.
- Macho Women With Guns (MWWG) wurde 1988 von Greg Porter entwickelt, 1994 in zweiter Auflage und 2003 in einer D20-Version publiziert. Die Spieler schlüpfen in die Rollen schöner, leichtbekleideter Frauen mit schweren Waffen. Das Spiel parodiert gleichzeitig das postapokalyptische Szenario, Actionfilme und andere Rollenspiele.
- Ork! wurde 2001 von Todd Miller und Chris Pramas konzipiert und von Green Ronin Publishing veröffentlicht. Die Spieler verkörpern grobe, gewalttätige und bösartige Orks, wie sie sonst in der Regel als „Monster“ in Fantasy-Rollenspielen auftauchen. Die deutsche Überarbeitung, die im Juli 2003 im Truant Verlag erschien, wurde von Franz Vohwinkel illustriert.
- Paranoia ist ein absurdes und satirisches Science-Fiction-Spiel in einem totalitären, computerisierten Überwachungsstaat. Das 1984 von West End Games hergestellte Spiel erschien seitdem in fünf Auflagen, deutsch zuerst 1989.
- Plüsch, Power & Plunder (PP&P) veröffentlichte Norbert Matausch zuerst 1991. In weiteren Ausgaben entwickelten Ralf Sandfuchs, Steffen Schütte und Thomas Finn das Spiel, in dem jeder Spieler die Rolle eines zum Leben erwachten Plüschtiers übernimmt.
- Pokéthulhu ist eine kombinierte Parodie auf Pokémon- und Cthulhu-Rollenspiele. Das von S. John Ross geschriebene und von John Kovalic illustrierte Rollenspiel erschien ab 2000 mit wenigen, aber komplexen Regeln, seit 2002 im Verlag Cumberland Games.
- Primetime Adventures mit dem Untertitel A Game of Television Melodrama ist ein unabhängiges Fernsehserien-Rollenspiel von Matt Wilson, publiziert 2003 bei Dog-eared Design. Auf Grundlage der wenigen und offen gestalteten Regeln entwickeln die Spieler eine Fernsehserie vor einem beliebigen Hintergrund, deren Hauptfiguren sie darstellen.
- Protektor – Monsterjäger mit Sockenschuss ist ein Rollenspiel von André Wiesler, basierend auf dem gleichnamigen parodistischen Roman. Die Spieler schlüpfen in die Rolle von Protektoren, übernatürlich begabten aber nicht immer sehr kompetenten Monsterjägern, können aber auch freundliche Monster oder normale Sterbliche spielen. Wichtig ist immer das Prinzip von kombinierten gegensätzlicher Charakterzügen wie z. B. einem feigen Protektor oder einem vegan lebendem Werwolf.
- Tales from the Floating Vagabond ist ein 1992 von Lee Garvin, Nick Atlas und John Huff entwickeltes Multigenre-System von Avalon Hill, dessen Ausgangspunkt die Bar The Floating Vagabond im Zentrum des Universums ist, aus der die Spieler per Dimensionsreise zu an unterschiedlichen Genres orientierte Spielwelten gelangen können.
- Toon ist ein Zeichentrick-Rollenspiel von Steve Jackson Games, dessen erste Version Greg Costikyan und Warren Spector 1984 verfassten. Das Regelsystem auf Basis von 2W6 ist einfach und setzt bekannte Elemente des Zeichentrick-Hintergrundes ein: Boni erhält, wer den Spielleiter zum Lachen bringt; wenn eine Figur tief fällt, muss der Spieler für einige Minuten den Raum verlassen. Ergänzungen wurden für Comic-Versionen verschiedener Rollenspiel-Genres veröffentlicht, eine Deluxe-Version 1991.

## Universelle Systeme

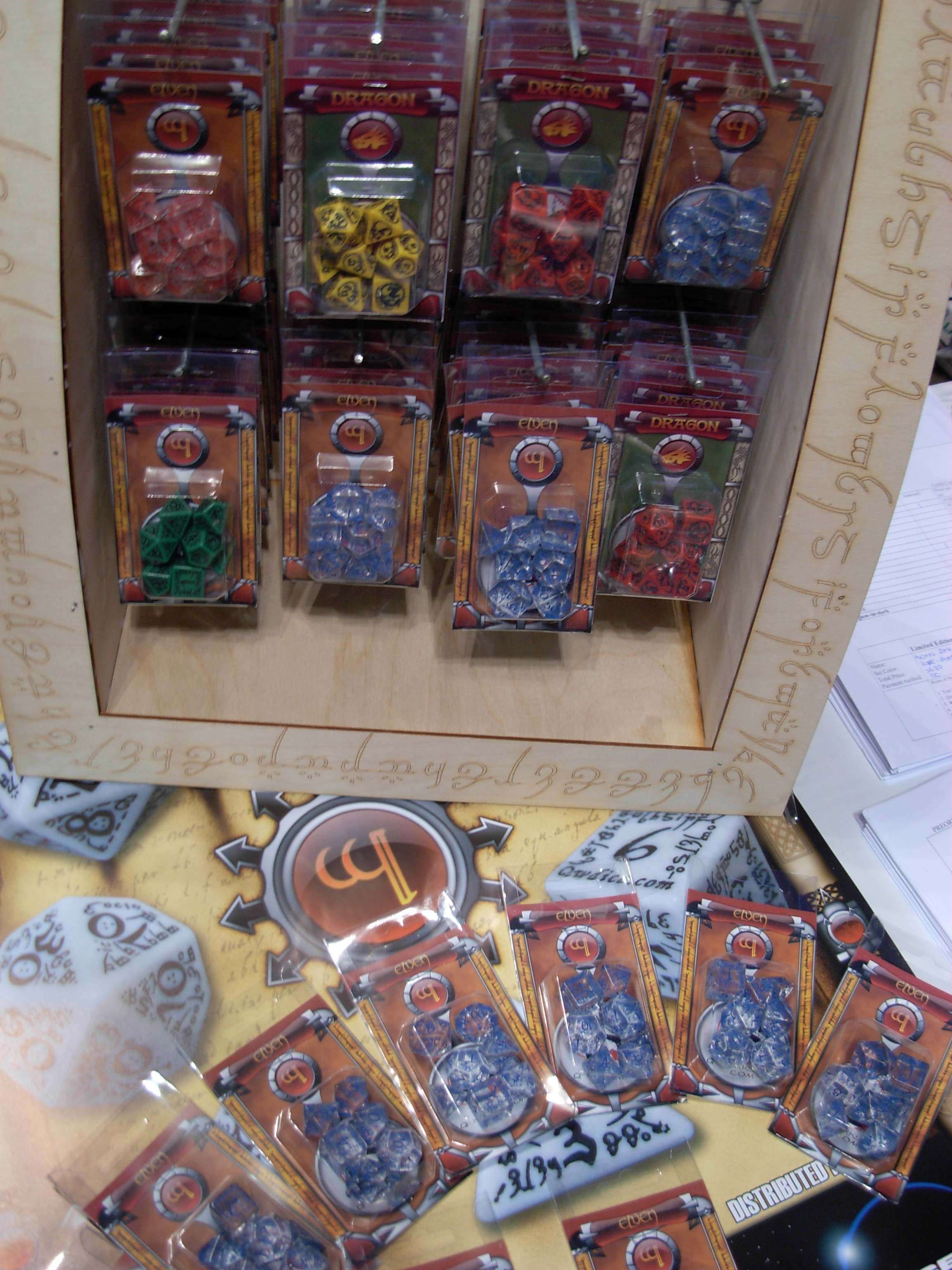
Würfelsets für verschiedene Systeme

Universelle Rollenspielsysteme stellen ein Grundgerüst an Spielregeln bereit, die darauf ausgerichtet sind, an zahlreiche Spielwelten aus verschiedenen Genres angepasst werden zu können. Die bekanntesten universellen – oder generischen – Systeme sind d20 und GURPS.
- 1w6 ist ein deutsches, unter GPL frei lizenziertes Rollenspielsystem,[13] dessen modulare Regeln kompatibel zu GURPS und FUDGE sind und nur einen W6 verwenden.
- Action! System von Gold Rush Games ist ein generisches, offenes, cineastisches Spiel, vergleichbar zu Fuzion.
- Basic Role-Playing war das erste universelle Rollenspielsystem. Es basiert auf einer Vereinfachung und Verallgemeinerung des RuneQuest-Systems und wurde 1980 von Greg Stafford und L. Willis entwickelt und von Chaosium als eigenständiges Buch veröffentlicht. Es bildet die Basis für viele weitere Rollenspiele, die von Chaosium und anderen Verlagen veröffentlicht wurden.
- CODA-System ist die Bezeichnung des vom Verlag Decipher für seine Rollenspiele zu Der Herr der Ringe und Star Trek entwickelten Systems, bei dem mit 2W6 gewürfelt wird. Fans haben Ergänzungen zur Verwendung in anderen Genres wie Harry Potter entwickelt, da Decipher seine Rollenspiel-Abteilung nach wenigen Jahren geschlossen hat.
- Daidalos ist ein würfelloses, freies deutsches Rollenspiel von Jochen Eid.
- Demiurgon ist ein freies deutsches System mit modularen Regeln.[14]
- D6-System erschien 1996 bei West End Games als universelle Variante des früheren Star-Wars-Rollenspiels.
- d20 ist ein von Wizards of the Coast unter der Open Game License veröffentlichtes Rollenspielsystem ohne vorgegebene Kampagnenwelt. Die Spielwelten des Verlages verwenden meist das d20-System, aber auch andere Verlage und freie Rollenspiele greifen darauf zurück.
- Ephorân ist ein deutsches Universalsystem, das 2008 erschien. Das Buch enthält drei Kampagnenwelten. Für eine davon, „Galactis“ genannt, wurde später ein Update dieser Space-Opera-Spielwelt als PDF auf der Website zur Verfügung gestellt.[15]
- Fate ist ein freies Rollenspielsystem von Fred Hicks und Rob Donoghue, welches auf FUDGE (s. u.) basiert und mittlerweile in mehreren für bestimmte Genres oder Settings spezialisierten Fassungen veröffentlicht wurde.[16]
- FeBaRoS (= „Fertigkeitsbasiertes Rollenspiel“) ist ein kostenloses Spielsystem, welches hauptsächlich auf Fertigkeiten und fünf Grundattributen basiert.
- FUDGE ist ein kostenloses System, das Schlüsselwörter anstelle von Zahlen bei der Charakterbeschreibung verwendet.
- Fuzion ist eine Variante des Hero System, unter dessen Label verschiedene Comic-Genres wie Superhelden, Dragon Ball und Bubblegum Crisis herausgebracht wurden.
- GURPS ist ein bekanntes universelles System von Steve Jackson, zu dem es mehrere Hundert Quellenbücher gibt.
- Hero System ist ein seit 1981 entwickeltes universelles System, das seit der 5. Auflage 2001 von Steven S. Long betreut wird. Die wichtigsten auf diesem Regelsystem basierenden Rollenspiele sind das Superhelden-Rollenspiel Champions, aus dem das Hero System 1989 als universelles System hervorgegangen ist, das Science-Fiction-Spiel Star Hero und das Fantasy-Spiel Fantasy Hero. Die 6. Auflage erschien 2009.
- How to be a Hero ist ein kostenloses System, welches nach der CC BY-NC-SA 4.0-Lizenz veröffentlicht wird. Es fand seinen Ursprung bei den Rocket Beans; mittlerweile ist es ein eigenständiger und eingetragener Verein.[17]
- Idee! ist ein Universal-Rollenspiel von Daniela Festi, das statt Würfel Spielkarten verwendet. Es ist auf eine erzählerische oder cineastische Spielweise ausgelegt, da die verwendeten Spielkarten Interpretationsraum lassen.
- LIQUID ist ein freies deutsches Rollenspiel, das nicht mehr weiterentwickelt wird.
- Masterbook ist die 1994 bei West End Games erschienene, für universelle Kampagnen in beliebigen Genres erweiterte Version von TORG.
- Lite ist ein einfaches, schnelles und erzählerisches System von Jürgen Mang. Das Spiel bringt Anpassungen für einige Settings mit und kann schnell an weitere Settings angepasst werden. Es steht unter der CC-BY-SA-Lizenz.
- NIP’AJIN ist ein freies, deutschsprachiges System von Markus Leupold-Löwenthal. Besonders geeignet ist das Spiel für schnelle und ungewöhnliche Rollenspiel-Szenarios. Das System ist extrem kurz und nutzt fünf verschiedene Würfel. Proben werden stets auf einen festzulegenden Zielwert gewürfelt, wobei der verwendete Würfel „verbraucht“ wird.
- OSIRIS ist ein freies deutsches System.
- Palladium Books ist der Name der Rollenspielreihe des gleichnamigen Verlags. Die Spiele sind unabhängig voneinander, beruhen aber – abgesehen vom Rollenspiel Recon – auf den gleichen Grundmechanismen, dem Megaversal System.
- Per Aspera – Auf rauen Pfaden ist ein freies System und Nachfolger von Runemaster.
- Powered by the Apocalypse bedeutet so viel wie „inspiriert von Apocalypse World“.[18] Es ist nicht vorgeschrieben, welche Elemente aus dem Apocalypse-World-System  übernommen werden müssen, um „powered by the Apocalypse“ zu sein. Häufig sind es jedoch W6-Systeme mit kompakten Regelwerken, die mit sehr wenig Lernaufwand auskommen und eine schnelle Charaktererstellung ermöglichen, was beides für One-Shots von Vorteil ist.
- PROST („Primäres Rollenspiel SysTem“) ist ein freies deutsches System.
- Risus: The Anything RPG ist ein kostenloses, regelarmes generisches Spielsystem von S. John Ross, dessen deutsche Übersetzung mit Risus: Das „alles geht“ Rollenspiel betitelt ist.
- Rookie's Die ist ein kostenloses, an Anfänger gerichtetes Regelsystem unter der CC-BY-SA-4.0-Lizenz, welches einen W6 verwendet.[19]
- Savage Worlds ist ein cinematisches System, bei dem stellenweise Spielkarten statt Würfel verwendet werden. Wenn gewürfelt wird, dann mit den verschiedenen Spielwürfeln W4, W6, W8, W10 und W12. Das 2003 veröffentlichte System baut auf den Regeln der Vorgängerspiele Deadlands und Great Rail Wars auf.
- Silhouette oder SilCORE ist ein generisches System des Verlages Dream Pod 9 von 2003, auf dem unter anderem dessen Rollenspiele Heavy Gear, Jovian Chronicles und Tribe 8 aufbauen.
- The Pool ist ein erzählerisches Rollenspiel von James V. West.
- TRiAS ist ein freies, deutschsprachiges System von Markus Leupold-Löwenthal. Das Spiel nutzt ein unübliches Würfelsystem und ist wegen des rudimentären Magie-Systems besonders für halb-historische Spielabenteuer geeignet.
- Tri-Stat dX ist von Mark C. MacKinnon und verwendet drei Attribute bei freier Würfelwahl.
- TRAUMA ist ein Universalrollenspiel.
- TWERPS steht für „das weltweit einfachste Rollenspielsystem“ und ist von Jeff und Amanda Dee.
- Das Unisystem unterscheidet zwischen einer klassischen und einer cineastischen Version, beide entwickelt von C. J. Carella.
- URPG ist ein prozentbasiertes Universalsystem mit realitätsnahen Regeln, das Zeit mit Timingpunkten statt mit Runden berechnet. Für das unabhängige URPG-System wurden vor allem drei Spielwelten entwickelt: Transfer ist eine Hintergrundwelt der harten Science-Fiction mit Cyberpunk-Elementen. Sieben Monde ist eine High-Fantasy-Welt aus sieben magisch verbundenen Monden, die um einen blauen Planeten kreisen. Kluster ist eine Crossover-Spielwelt, die zahlreiche Genres berücksichtigt.
- Wushu ist ein cineastisches Rollenspiel von Dan Bayn.

## Crossover und sonstige Systeme

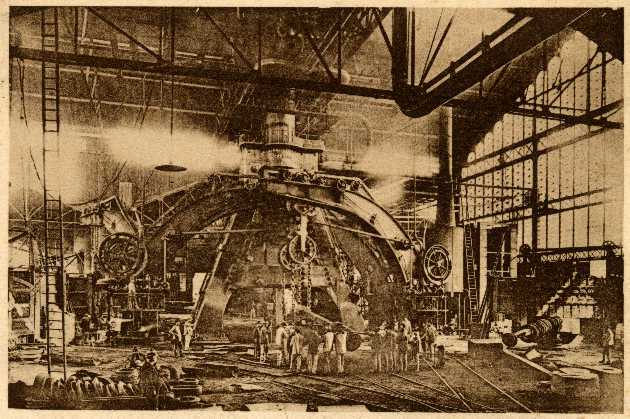
Der Beginn des Industriezeitalters. Verwoben mit Science-Fiction-Elementen und Abenteuerromantik wird er zum Steampunk-Setting

Crossover-Rollenspiele verbinden Elemente verschiedener Genres zu hybriden Spielwelten, die sich nicht mehr klar einem der ursprünglichen Genres zuordnen lassen.
- Amber ist ein Rollenspiel, das ohne Zufallsfaktoren auskommt. Es wurde 1991 von Phage Press herausgegeben und basiert auf dem Romanzyklus Die Chroniken von Amber von Roger Zelazny. Das Rollenspiel wurde von Eric Wujcik entworfen.
- Bloodshadows erschien 1994 bei West End Games und vereint Elemente von Horror, Fantasy und Film noir in den 1920er Jahren, jedoch in einer Endzeit-Welt namens Marl. Es verwendet die Masterbook-Regeln.
- Castle Falkenstein ist ein Steampunk-Rollenspiel, das in einem alternativen 19. Jahrhundert mit Feen, Zwergen und Magie angesiedelt ist. Das Regelsystem basiert auf Spielkarten.
- Clansblut ist ein freies deutsches Pulp-Fantasy-Rollenspiel, das fantastische und technologische Elemente vor einem Superhelden-Hintergrund vereint.
- Deadlands ist ein Rollenspielsystem, das Elemente des Wildwest-Genres mit Horror und Steampunk kreuzt und 1996 von Shane Lacy Hensley konzipiert wurde. Zunächst brachte Pinnacle Entertainment das Rollenspiel heraus, das später auch Ablegersettings (Hell on Earth und Lost Colony) erhielt, dann für andere Regelsysteme (GURPS und d20) verfügbar gemacht wurde und schließlich im Savage-Worlds-Regelwerk neu bearbeitet wurde.
- Dominium ist ein Rollenspielsystem, das eine Mischung aus Science-Fiction und Fantasy darstellt und einzelne Eindrücke von Steampunk und Western enthält. Das System wurde 2004 von Jens Schultzki entwickelt. Nach zwei privat veröffentlichten Regelwerken wird die dritte Version kostenlos übers Internet angeboten.
- Forgotten Futures ist ein „Shareware“-Steampunk-Rollenspiel, das 1993 von Marcus L. Rowland entwickelt wurde, aber zunächst nur über das Internet kostenlos angeboten wurde. 1999 wurde es von Heliograph in gedruckter Form verlegt.
- Justice Inc. wurde 1984 von Hero Games herausgegeben und für Pulp-Action-Abenteuer entwickelt, die sich an Pulp-Magazine anlehnen. Es ist einer der Vorläufer des Hero Systems.
- Lords of Creation erschien 1984 bei Avalon Hill und ist möglicherweise das erste Genre-Crossover-System. Das System ist darauf ausgelegt, dass die Figuren Raum, Zeit und damit auch Genre durchwandern können.
- Mechanical Dream ist ein von SteamLogic 2002 publiziertes Spiel. Die geteilte Spielwelt besteht aus dem vernunftgemäßen „Kaïnas“ und dem mythischen „Naakinis“, so dass ein Fantasy-Steampunk-Crossover entsteht.
- Opus Anima ist ein Horror-Rollenspiel mit starken Steampunk- und Science-Fiction-Elementen.
- Private Eye ist ein deutsches Rollenspiel mit Fokus auf Kriminalfällen nach Art von Sherlock Holmes. Das Setting ist daher auch das viktorianische England ohne fantastische Elemente.[20]
- Milan ist ein neues System, das über ein derzeit laufendes Crowdfunding finanziert werden soll. Es kann in jeder Zeit zwischen Jahr 0 und Jahr 2500 auf unserer Erde gespielt werden. Dabei wird ein menschlicher Charakter gespielt, der übernatürliche Kräfte besitzt.
- Nobilis ist ein episches Spielsystem, dass völlig auf Zufallselemente wie Würfel verzichtet. Die Spieler spielen halbgottartige Wesen in einem Kampf um die Schöpfung.
- Ratten! ist ein D6-Kurzrollenspiel vom Prometheus-Verlag. Die Spielwelt ist ein großes verlassenes Kaufhaus sowie in einer Erweiterung eine verlassene Raumstation.
- Rifts ist ein Multi-Genre-Crossover, das 1990 bei Palladium Books erschien. Es spielt vor einem Endzeit-Hintergrund und enthält Elemente von Cyberpunk, Science-Fiction, Fantasy, Horror, Western und anderen Genres.
- Run Out the Guns ist ein Piraten-Rollenspiel, das an Rolemaster angelehnt ist und in der Karibik des 17. Jahrhunderts spielt.
- Skull & Crossbones erschien 1980 bei Fantasy Games Unlimited (FGU) und spielt, wie der Titel vermuten lässt, in der Karibik an der Schwelle zwischen 17. und 18. Jahrhundert. Es enthält keine Fantasy-Elemente.
- Space: 1889 war 1988 das erste Steampunk-Rollenspiel und beschäftigt sich mit der Kolonialisierung des Sonnensystems mittels sogenannter Aetherschiffe. Das Spiel wurde von GDW herausgebracht und baut auf dem kurz vorher im selben Jahr erschienenen Brettspiel/Tabletop Sky Galleons of Mars auf.
- Thyria Steamfantasy ist ein freies deutsches Rollenspiel, das 1997 von Thomas Waßmann entwickelt wurde und das Steampunkgenre auf einer Fantasywelt ansiedelt. Es war das erste deutsche Steampunk-Rollenspiel und gehört zusammen mit den deutschen Ausgaben von Castle Falkenstein und Deadlands zu den ersten Steampunk-Rollenspielen in deutscher Sprache. Wahrscheinlich taucht hier auch zum ersten Mal der Begriff „Steamfantasy“ auf, der nach Angabe des Autors eine eigene Wortschöpfung war.
- TORG ist ein cineastisches Multi-Genre Spiel, das 1990 von West End Games veröffentlicht wurde.
- TRI ist ein deutsches Crossover-Spiel, das auf den drei mystisch verbundenen Welten „Terra“ (1930er-Jahre-Horror), „Rulegard“ (Mittelalter-Fantasy) und „Ion“ (Cyberpunk) spielt, aus deren Anfangsbuchstaben sein Name besteht.
- Tribe 8 ist ein 1998 erschienenes kanadisches Crossover-System, das Science-Fiction und Fantasy vor dem Hintergrund einer Endzeit-Welt verknüpft. Es verwendet das Silhouette-System des Verlages Dream Pod 9.
- Western City ist ein 2008 erschienenes deutsches spielleiterloses System, in dem gemeinsam eine Westernstadt erschaffen, bevölkert und bespielt wird.